# 1. September
Der 1. September ist der 244. Tag des gregorianischen Kalenders (der 245. in Schaltjahren), somit bleiben noch 121 Tage bis zum Jahresende.
Aus meteorologischer Sicht (für die Wetter-Statistik) ist am 1. September Herbstanfang auf der nördlichen Erdhalbkugel beziehungsweise Frühlingsbeginn auf der südlichen Erdhalbkugel.

## Ereignisse

### Politik und Weltgeschehen

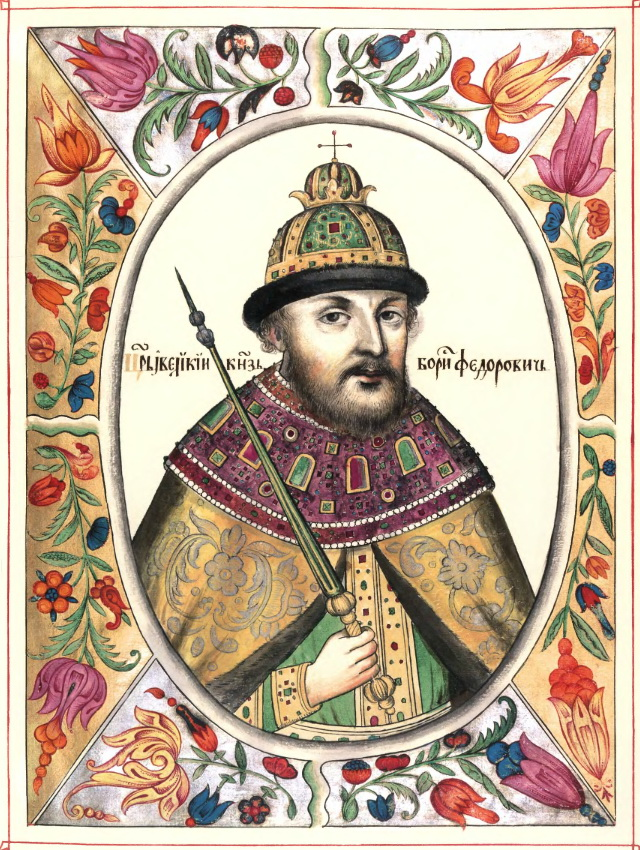
1598: Boris Godunow

- 1449: In der Tumuschlacht besiegen mongolische Truppen eine wesentlich größere Streitmacht der Ming-Dynastie. Der chinesische Kaiser Zhengtong gerät in gegnerische Gefangenschaft.
- 1532: Heinrich VIII. verleiht Anne Boleyn den Adelstitel Marquess of Pembroke.
- 1598: Boris Godunow wird zum russischen Zaren gekrönt.
- 1701: In der Schlacht bei Chiari in Oberitalien besiegt die österreichische Armee unter Prinz Eugen von Savoyen während des Spanischen Erbfolgekriegs französische Truppen unter François de Neufville, duc de Villeroy.
- 1707: Mit seiner Drohung, auf Seiten Frankreichs in den Spanischen Erbfolgekrieg einzugreifen, erzwingt König Karl XII. von Schweden in der Altranstädter Konvention die Garantie weitgehender Glaubensfreiheit für die Protestanten in Schlesien. Kaiser Joseph I. muss den schlesischen Protestanten den Bau von sechs Gnadenkirchen gewähren, die von diesen aus Dankbarkeit zum Teil als getreue Kopien der Stockholmer Katharinenkirche errichtet werden.

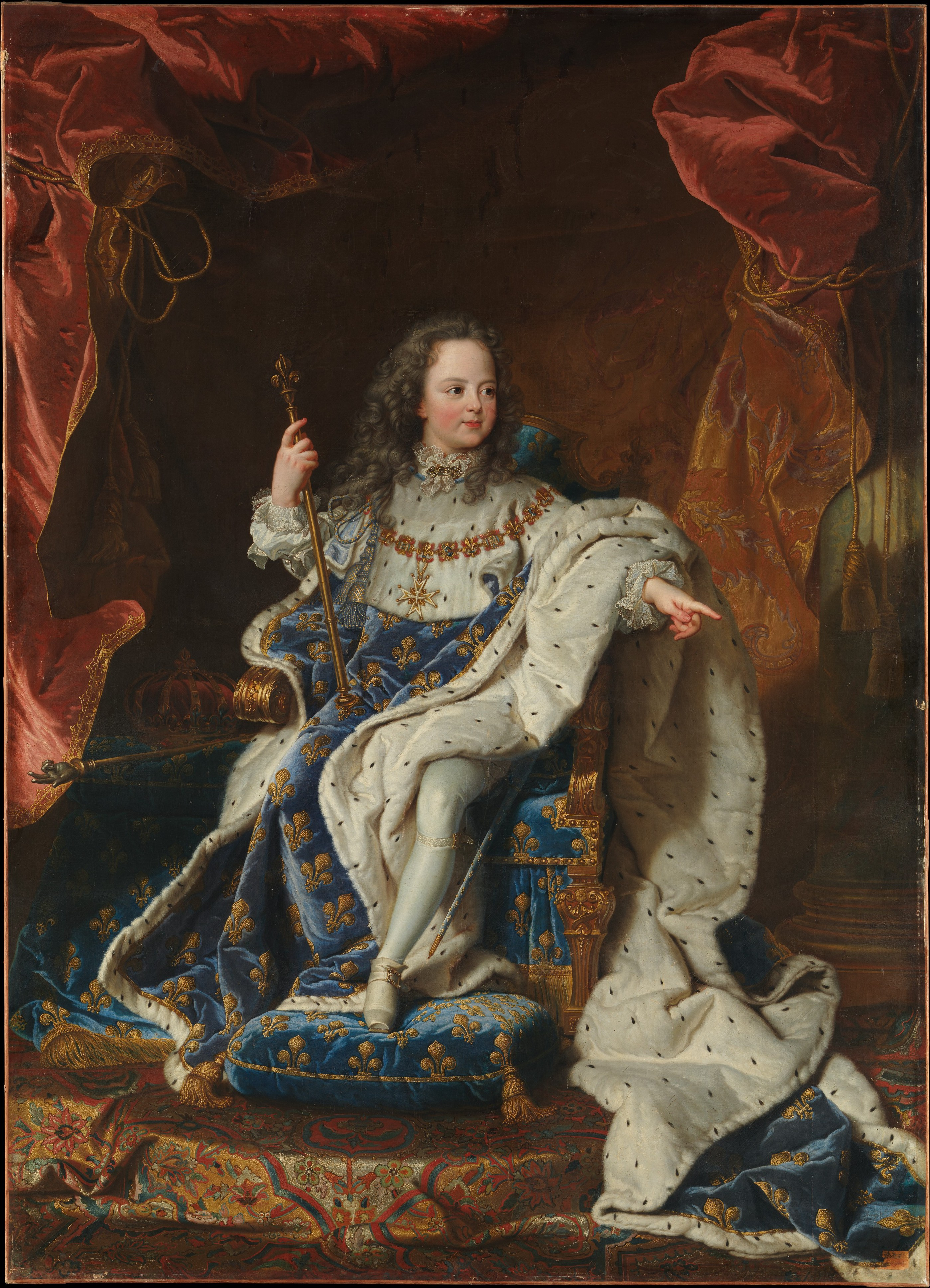
1715: Ludwig XV.

- 1715: Mit dem Tod des französischen Königs Ludwig XIV. geht mit 72 Jahren eine der längsten Regentschaften eines europäischen Monarchen zu Ende. Nachfolger wird sein fünfjähriger Urenkel Ludwig XV. unter der Regentschaft seines Großonkels Philippe II. de Bourbon, duc d’Orléans.
- 1774: Auf einen Handstreich britischer Truppen reagieren amerikanische Milizen mit dem Powder-Alarm.
- 1862: Im Gefecht von Chantilly in der Nähe von Washington, D. C. besiegen die Truppen der Südstaaten unter General Thomas Jonathan Jackson die Army of Virginia der Nordstaaten im Sezessionskrieg, können deren geordneten Rückzug jedoch nicht verhindern.
- 1870: Im Deutsch-Französischen Krieg unterliegen die Franzosen in der Schlacht von Noisseville. Die Deutschen beginnen erfolgreich die Schlacht von Sedan.

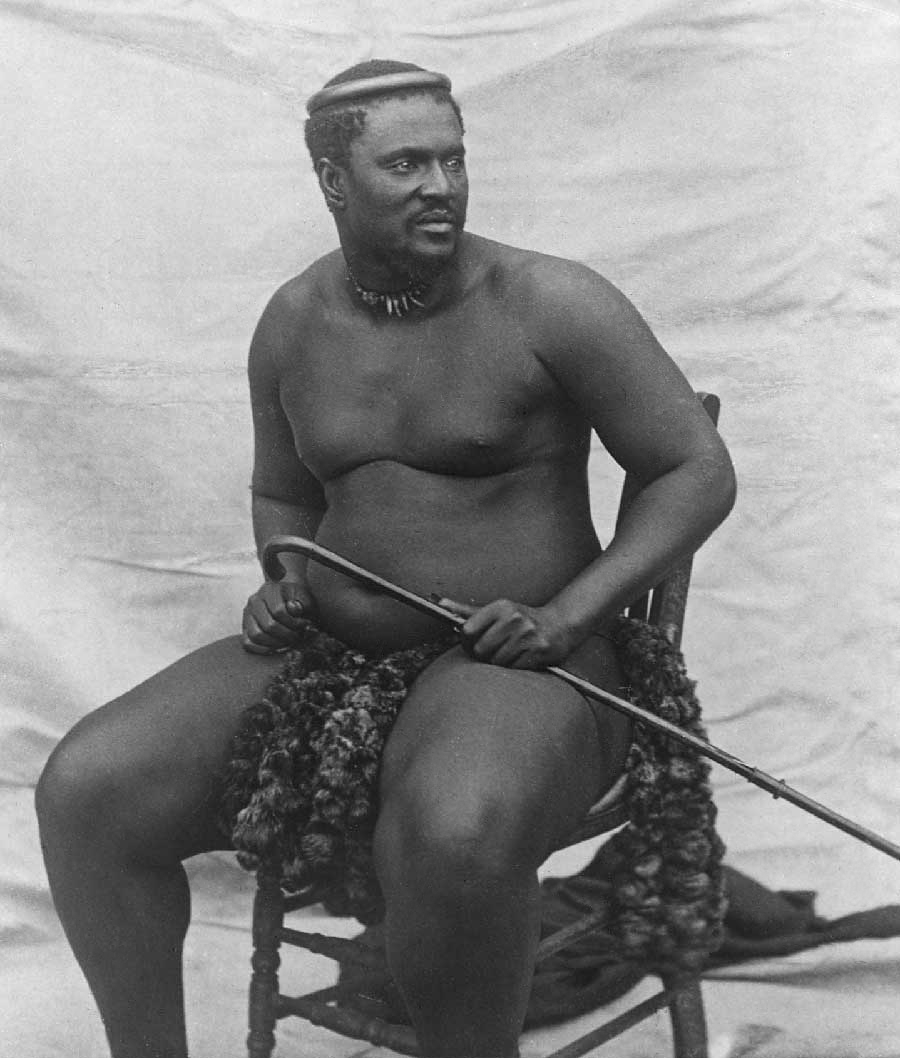
1873: König Cetshwayo kaMpande

- 1873: Cetshwayo kaMpande wird letzter souveräner König der Zulu.
- 1893: Die auf Initiative des liberalen Premierministers William Ewart Gladstone eingebrachte zweite Home Rule Bill, die eine beschränkte Selbstverwaltung Irlands innerhalb des Vereinigten Königreichs vorsieht, wird vom Unterhaus mehrheitlich angenommen, scheitert später aber im Oberhaus.
- 1904: In der Schlacht von Masoller, dem letzten größeren Gefecht des uruguayischen Bürgerkriegs, setzen sich die Soldaten der regierenden Colorados gegen die Kämpfer der Blancos durch. Der Putschistenführer Aparicio Saravia wird schwer verwundet, kann sich jedoch noch nach Brasilien begeben.
- 1905: Alberta und Saskatchewan werden nach der Abspaltung von den Nordwest-Territorien eigenständige kanadische Provinzen.
- 1919: Die Gründung der von der Oktoberrevolution inspirierten Kommunistischen Partei in den Vereinigten Staaten durch Charles Ruthenberg löst in der Folge im Land erstmals die „Red Scare“ aus.
- 1920: Der französische General Henri Gouraud proklamiert im Rahmen des Völkerbundmandats für Syrien und Libanon den Staat Großlibanon, aus dem im Jahr 1926 die heutige Republik Libanon hervorgeht.

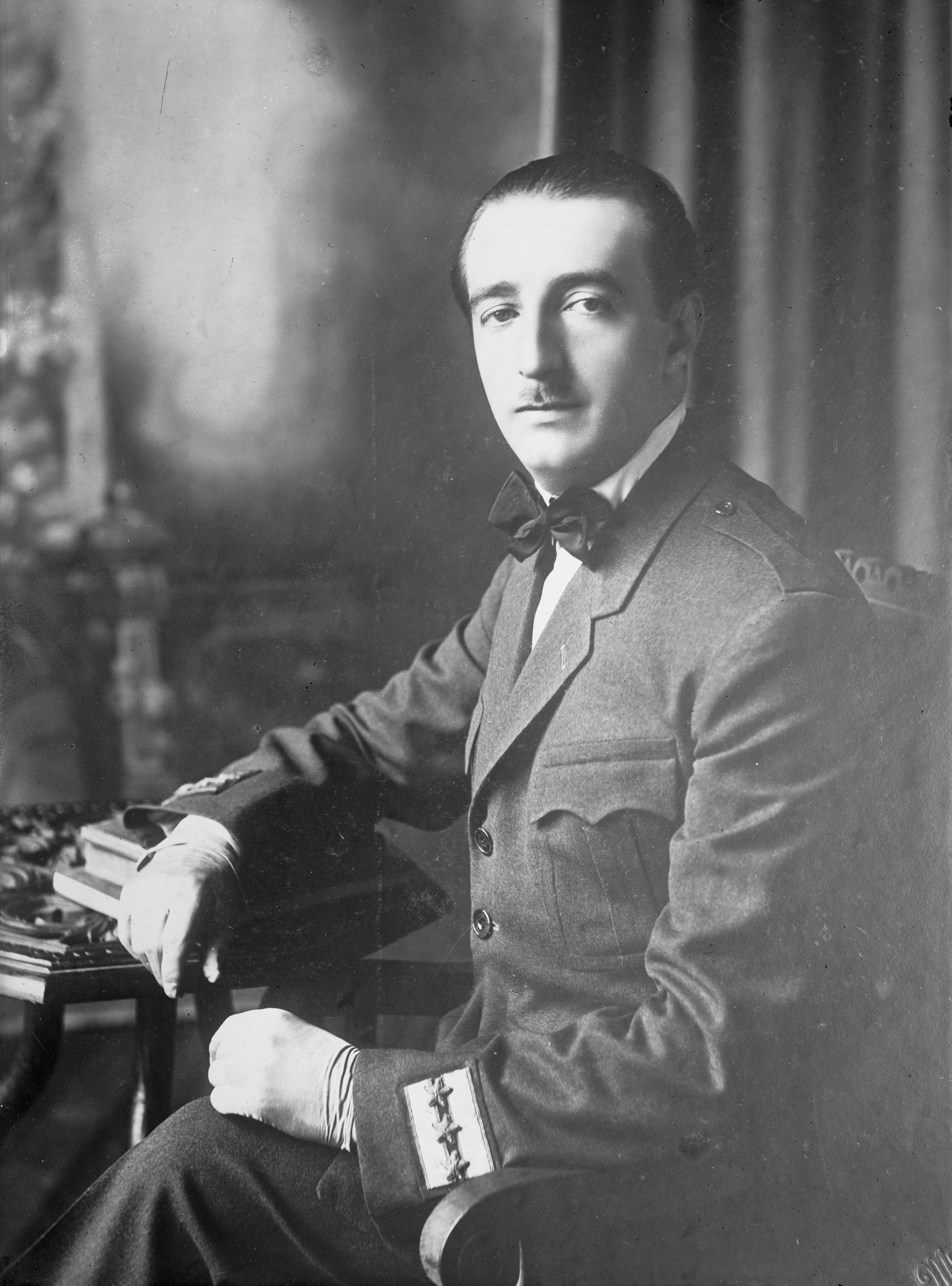
1928: Ahmet Zogu

- 1928: Ahmet Zogu krönt sich zum König der Albaner und erklärt das Land zu einer konstitutionellen Monarchie.
- 1929: Rückwirkend tritt der Young-Plan zur Regelung der von Deutschland zu zahlenden Reparationen aufgrund seiner Kriegsschuld am Ersten Weltkrieg in Kraft.
- 1939: Der Zweite Weltkrieg beginnt um 4:45 Uhr mit dem Beschuss der Westerplatte bei Danzig durch das deutsche Marine-Schulschiff Schleswig-Holstein und dem Einmarsch deutscher Truppen in Polen.
- 1939: Adolf Hitler autorisiert die systematische Ermordung von zunächst 70.000 Geisteskranken und Behinderten (Aktion T4) im Oktober des Jahres mit einem auf den 1. September rückdatierten Führererlass zur „Euthanasie“.
- 1939: Mit der Verordnung über außerordentliche Rundfunkmaßnahmen wird im nationalsozialistischen Großdeutschen Reich das Hören ausländischer Radiosendungen strafbar, für das Verbreiten abgehörter Nachrichten wird in besonderen Fällen der Tod angedroht.
- 1939: Als Reaktion auf den Kriegsausbruch in Mitteleuropa ordnet der Schweizer Bundesrat die Generalmobilmachung der Landesstreitkräfte für den Folgetag an.
- 1941: Die Juden im Deutschen Reich werden per Polizeiverordnung gezwungen, den gelben Davidstern („Judenstern“) mit der Aufschrift „Jude“ „sichtbar auf der linken Brustseite des Kleidungsstückes zu tragen“. Die Verordnung tritt am 19. September des gleichen Jahres in Kraft.
- 1942: Die Aussiedlung der Marktgemeinde Neweklau und 71 umliegender Dörfer zur Schaffung des SS-Truppenübungsplatzes Beneschau beginnt.
- 1947: Rudolf Paul, Ministerpräsident des Landes Thüringen, setzt sich über West-Berlin von der Sowjetischen in die Amerikanische Besatzungszone ab. Am 9. Oktober verliert der Geflohene offiziell sein Amt an seinen Stellvertreter Werner Eggerath.

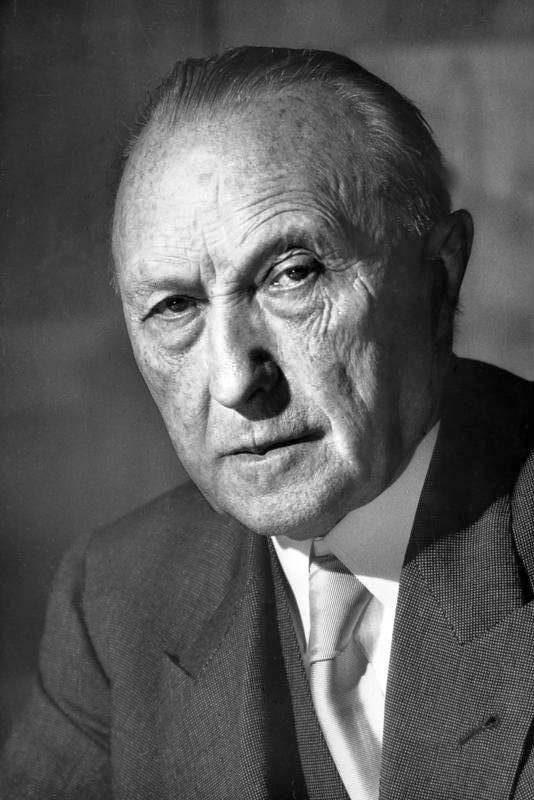
1948: Konrad Adenauer

- 1948: Der Parlamentarische Rat tritt erstmals zusammen und wählt Konrad Adenauer zum Vorsitzenden.
- 1950: In West-Berlin stellen die Britischen Streitkräfte den Watchmen´s Service der German Service Organisation Berlin auf, aus dem 1982 die 248 German Security Unit hervorgeht.
- 1951: Das ANZUS-Abkommen, benannt nach den teilnehmenden Staaten Australien, Neuseeland und den USA, wird in San Francisco unterzeichnet.
- 1951: In San Francisco beginnt die Friedenskonferenz zwischen Japan und den Alliierten des Zweiten Weltkriegs.
- 1957: Unter dem Motto „Nie wieder Krieg“ ruft der Deutsche Gewerkschaftsbund zum ersten Antikriegstag in Deutschland auf. Der Gedenktag, der an den Beginn des Zweiten Weltkriegs am 1. September 1939 erinnert, wird seit 1966 jährlich begangen.
- 1957: In der Bundesrepublik Deutschland wird gesetzlich für alle Kraftfahrzeuge innerorts das Tempolimit von 50 km/h verbindlich.
- 1961: In Belgrad beginnt die Konferenz zur Gründung der Bewegung der Blockfreien Staaten mit 25 Teilnehmerländern.
- 1963: Singapur wird von Großbritannien unabhängig.
- 1969: Der reformierte § 175 des deutschen Strafgesetzbuches (StGB) tritt in Kraft. Er stellt Homosexualität unter Männern ab 21 Jahren nicht mehr unter Strafe. 1973 wird er auf homosexuelle Handlungen von Männern über 18 Jahren mit männlichen Jugendlichen unter 18 Jahren beschränkt und erst 1994 komplett aufgehoben.

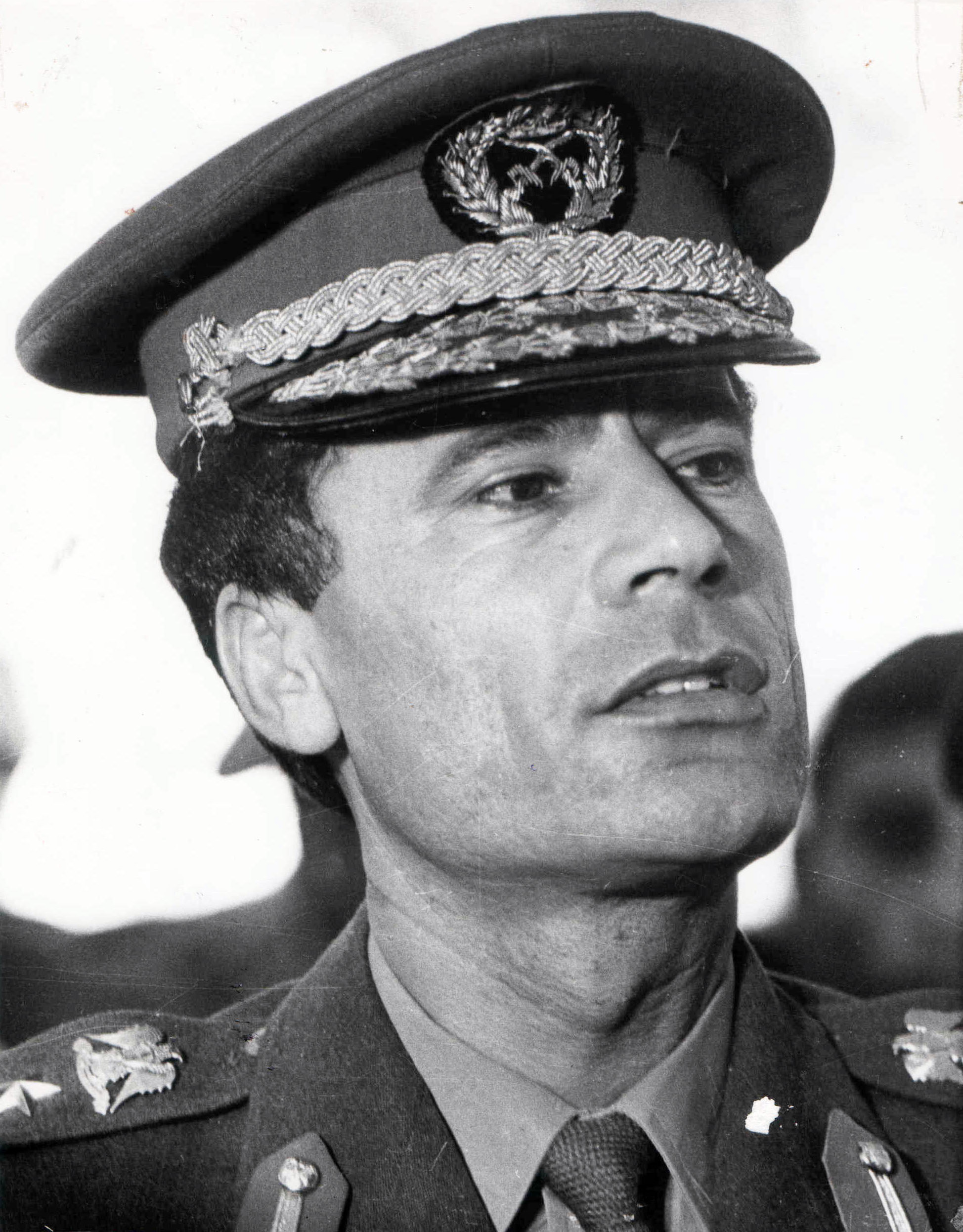
1969: Muammar al-Gaddafi

- 1969: Der libysche Hauptmann Muammar al-Gaddafi übernimmt per Putsch die Macht.
- 1970: Die marxistisch-leninistische Demokratische Front zur Befreiung Palästinas verübt ein Attentat auf Jordaniens König Hussein I. Der Herrscher entgeht dem auf seiner Fahrt zum Flughafen Amman ausgeführten Anschlag. Die bestehenden Spannungen mit dem Gastland der Palästinenser verschärfen sich erheblich.
- 1971: Chancengleichheit: In der Bundesrepublik Deutschland tritt das Bundesgesetz über individuelle Förderung der Ausbildung (BAföG) in Kraft.
- 1975: Durch Misswirtschaft in Nigerias Verwaltung stauen sich 420 Schiffe mit Zementlieferungen vor dem Hafen von Lagos, die sogenannte „Zementarmada“.[1]
- 1983: Die sowjetische Luftwaffe schießt bei Sachalin eine vom Kurs abgekommene Boeing 747 der Korean Airlines ab. Alle 269 Insassen der KAL 007 kommen dabei ums Leben.
- 1992: Der erste österreichische Gedenkdiener tritt seinen Zivilersatzdienst im Museum Auschwitz-Birkenau an.
- 1994: In Deutschland tritt das Frauenfördergesetz, ein Vorläufer des Bundesgleichstellungsgesetzes, in Kraft
- 1997: Vom Staatsmännergremium InterAction Council wird eine Allgemeine Erklärung der Menschenpflichten vorgeschlagen.

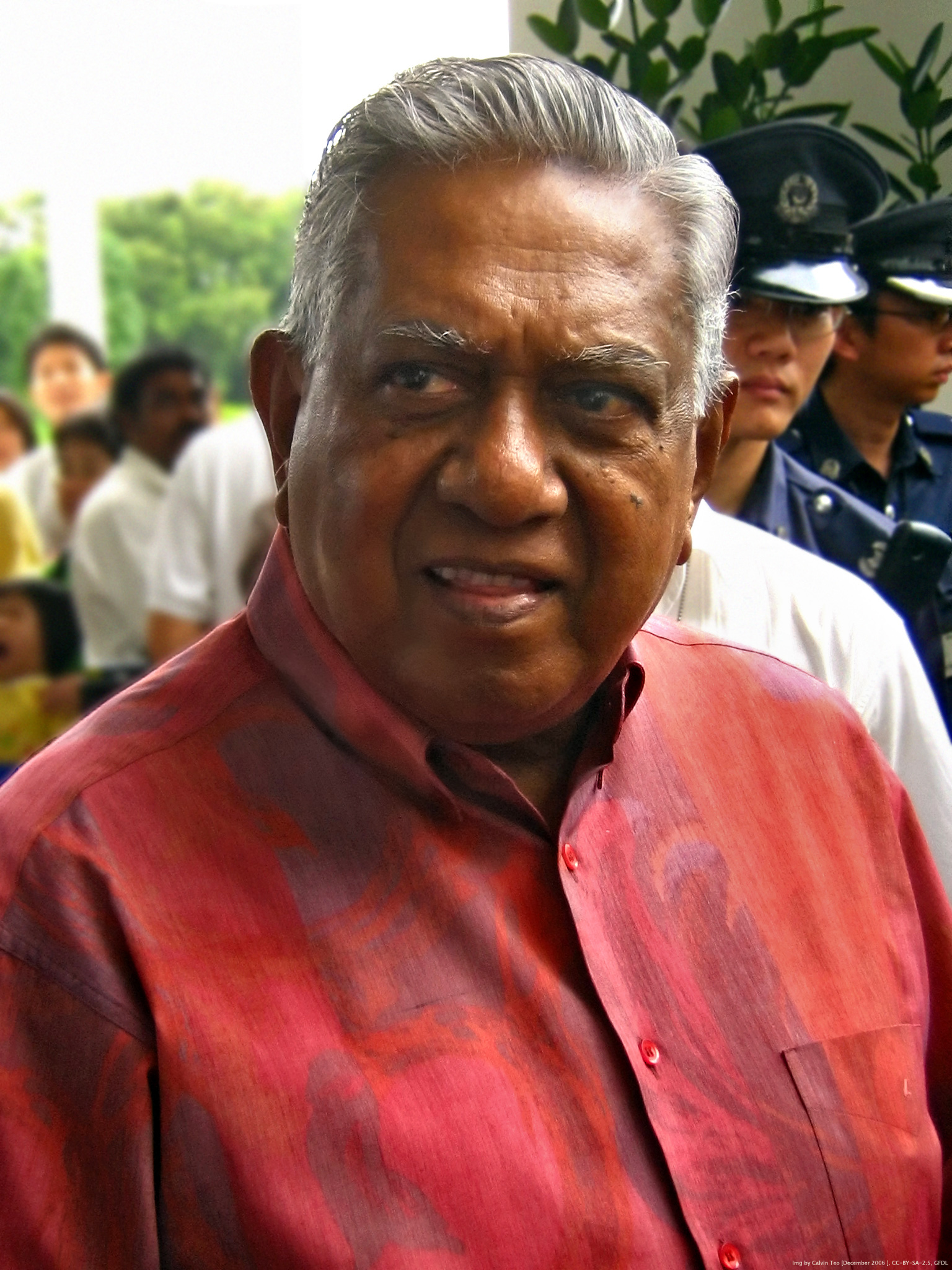
1999: Sellapan Ramanathan

- 1999: Sellapan Ramanathan wird Staatspräsident in Singapur.
- 2004: Geiselnahme von Beslan: In einer Mittelschule in Beslan, Nordossetien, Russland, nehmen tschetschenische Terroristen, darunter auch mehrere „schwarze Witwen“, über eintausend Personen als Geiseln.
- 2005: Die Gouverneurin des US-Bundesstaates Louisiana, Kathleen Blanco, gibt den Schießbefehl („shoot to kill“) gegen Plünderer aus, die das Chaos ausnutzen, das der Hurrikan Katrina hinterlassen hat.

### Wirtschaft
- 1575: König Philipp II. erklärt – nach 1557 – ein zweites Mal den Staatsbankrott Spaniens.
- 1729: In Reims gründet Nicolas Irénée Ruinart ein Champagnerhaus, das gegenwärtig älteste der Welt.
- 1873: In San Francisco nehmen die Cable Cars ihren öffentlichen Betrieb auf.

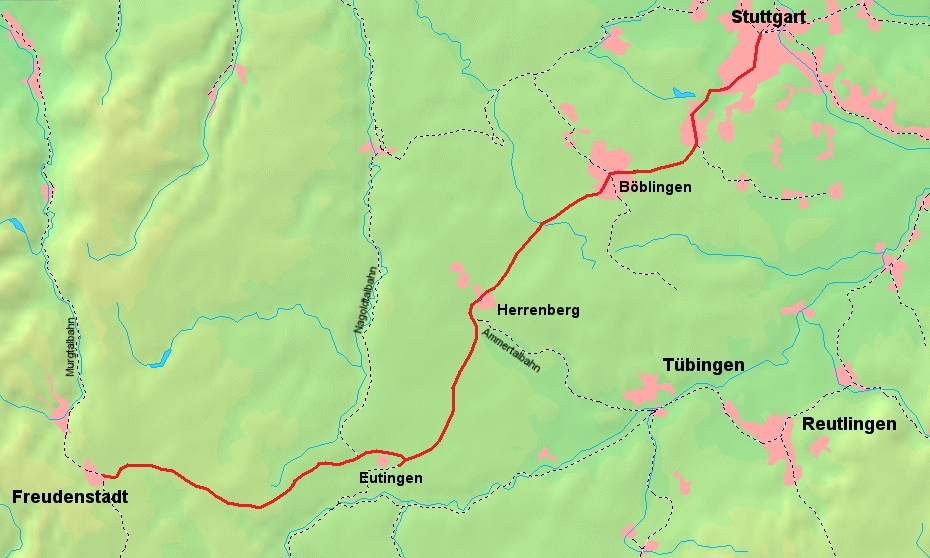
1879: Verlauf der Strecke Stuttgart–Freudenstadt

- 1879: Die Königlich Württembergischen Staats-Eisenbahnen eröffnen die Streckenabschnitte Stuttgart–Eutingen im Gäu und Eutingen im Gäu–Freudenstadt.
- 1897: Die Tremont Street Subway geht als erste U-Bahn der USA in Boston in Betrieb. Heute ist ihre Strecke Teil der Green Line der Massachusetts Bay Transportation Authority.
- 1949: Die Deutsche Presse-Agentur (dpa) sendet ihre erste Meldung an die Redaktionen.
- 1986: Die japanische Videospielkonsole Nintendo Entertainment System wird in Europa veröffentlicht.
- 1999: Die Deutsche Bank gliedert ihren Privatkunden- und Filialbereich in die Tochtergesellschaft Deutsche Bank 24 aus.
- 2005: Die Handheld-Konsole PlayStation Portable, von Sony Interactive Entertainment, wird in Europa veröffentlicht.

### Wissenschaft und Technik
- 1804: Der deutsche Astronom K. L. Harding entdeckt den Asteroiden Juno.

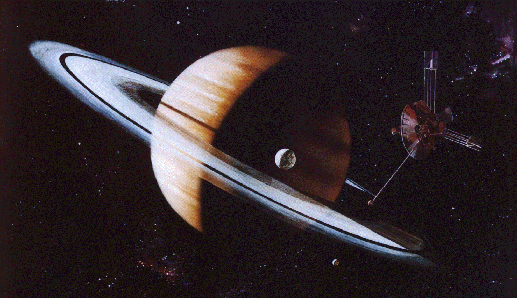
1979: Pioneer 11 fliegt am Saturn vorbei

- 1979: Pioneer 11 fliegt als erste Raumsonde am Saturn vorbei und entdeckt dabei einen neuen Saturnmond.
- 1985: Das Wrack des Luxusliners Titanic, der am 15. April 1912 auf der Jungfernfahrt von Southampton nach New York gesunken war, wird am Meeresboden, in fast 4000 Metern Tiefe, vor Neufundland von Robert Ballard entdeckt.
- 1991: Die vorpommersche Hochschule Stralsund und die mecklenburgische Hochschule Neubrandenburg werden gegründet.
- 1996: In Berlin erfolgt die Unternehmensgründung der Cargolifter AG, welche ein Transportluftschiff konstruieren und damit die Renaissance der Großluftschifffahrt einleiten will.
- 2021: In Algerien wird das letzte Mal weltweit verbleites Benzin verkauft.

### Kultur
- 1810: Die Uraufführung der Oper Le Crescendo von Luigi Cherubini findet an der Opéra-Comique in Paris statt.

1816: Louis Spohr

- 1816: In Prag wird Louis Spohrs romantische Oper Faust uraufgeführt. Das Libretto von Joseph Carl Bernard nimmt die Legende von Faust auf. Es ist nicht durch Goethes Faust beeinflusst, dessen erster Teil im Jahr 1808 erschienen ist. Stattdessen bezieht es sich im Wesentlichen auf ein Bühnenstück und Gedicht von Friedrich Maximilian Klinger und Heinrich von Kleist.
- 1853: Die Uraufführung der komischen Oper Le Nabab von Fromental Halévy findet an der Opéra-Comique in Paris statt.
- 1886: Samuel Fischer gründet in Berlin den gleichnamigen Verlag.
- 1899: In der norwegischen Hauptstadt Oslo wird das Nationaltheatret, das bedeutendste und größte Sprechtheater des Landes, mit Auszügen aus zwei Komödien von Ludvig Holberg eröffnet.

- 1902: Im Pariser Olympia kann das Kinopublikum den ersten Science-Fiction-Film erleben. Der Streifen Die Reise zum Mond von Regisseur Georges Méliès wird ein großer Erfolg.
- 2006: Die 17. österreichische Tageszeitung mit Namen Österreich startet mit einer Startauflage von 250.000 Stück (an Wochenenden bis zu 600.000 Stück).

### Religion

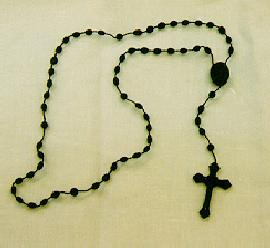
1883: Rosenkranz

- 1181: Der Zisterzienser Ubaldo Allucingoli wird zum Papst gewählt und beginnt als Lucius III. sein Pontifikat.
- 1271: Nachdem das Amt des Bischofs von Rom nach dem Tod von Papst Clemens IV. fast drei Jahre lang nicht besetzt gewesen ist, wird Tebaldo Visconti, der sich zu diesem Zeitpunkt auf Kreuzzug in Palästina befindet, zum Papst gewählt, ohne jemals Priester gewesen zu sein. Er nimmt später den Namen Gregor X. an.

- 1883: Papst Leo XIII. beschreibt in seiner Enzyklika Supremi apostolatus officio den Rosenkranz als wirksames geistiges Mittel.
- 1910: Papst Pius X. führt für alle Kleriker der katholischen Kirche den Antimodernisteneid ein, den vor allem Bischöfe ablegen müssen. Der Papst will damit dem Modernismus wirksam begegnen.

### Katastrophen
- 1894: Ein Waldbrand bei Hinckley (Minnesota) fordert mehr als 400 Menschenleben.

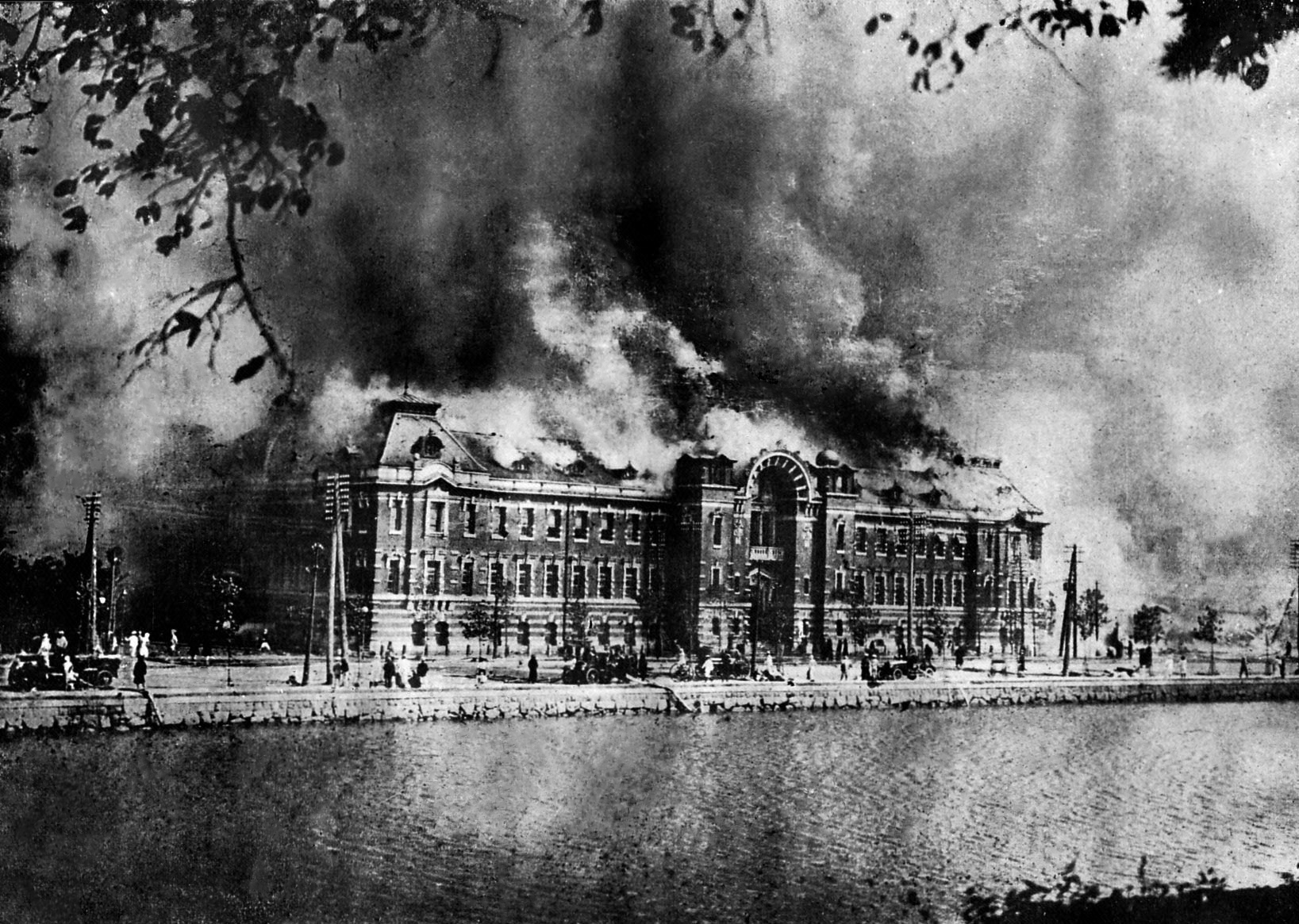
1923: Brennendes Gebäude nach dem Beben

- 1923: Das Große Kantō-Erdbeben der Stärke 7,9 in der Kantō-Ebene auf der japanischen Hauptinsel Honshū zerstört die Hafenstadt Yokohama und große Bereiche des benachbarten Tokio. Rund 143.000 Menschen kommen ums Leben.
- 1962: Das Erdbeben von Buinzahra der Stärke 7,0 in Qazvin, Iran fordert 12.230 Tote.
- 1975: Beim Absturz einer Tupolew Tu-134 während des Landeanflugs auf den Flughafen Leipzig-Schkeuditz kommen 27 der 34 Insassen, hauptsächlich süddeutsche Geschäftsleute auf dem Weg zur Leipziger Messe, ums Leben.

Kleinere Unglücksfälle sind in den Unterartikeln von Katastrophe und in der Liste von Katastrophen aufgeführt.

### Natur und Umwelt

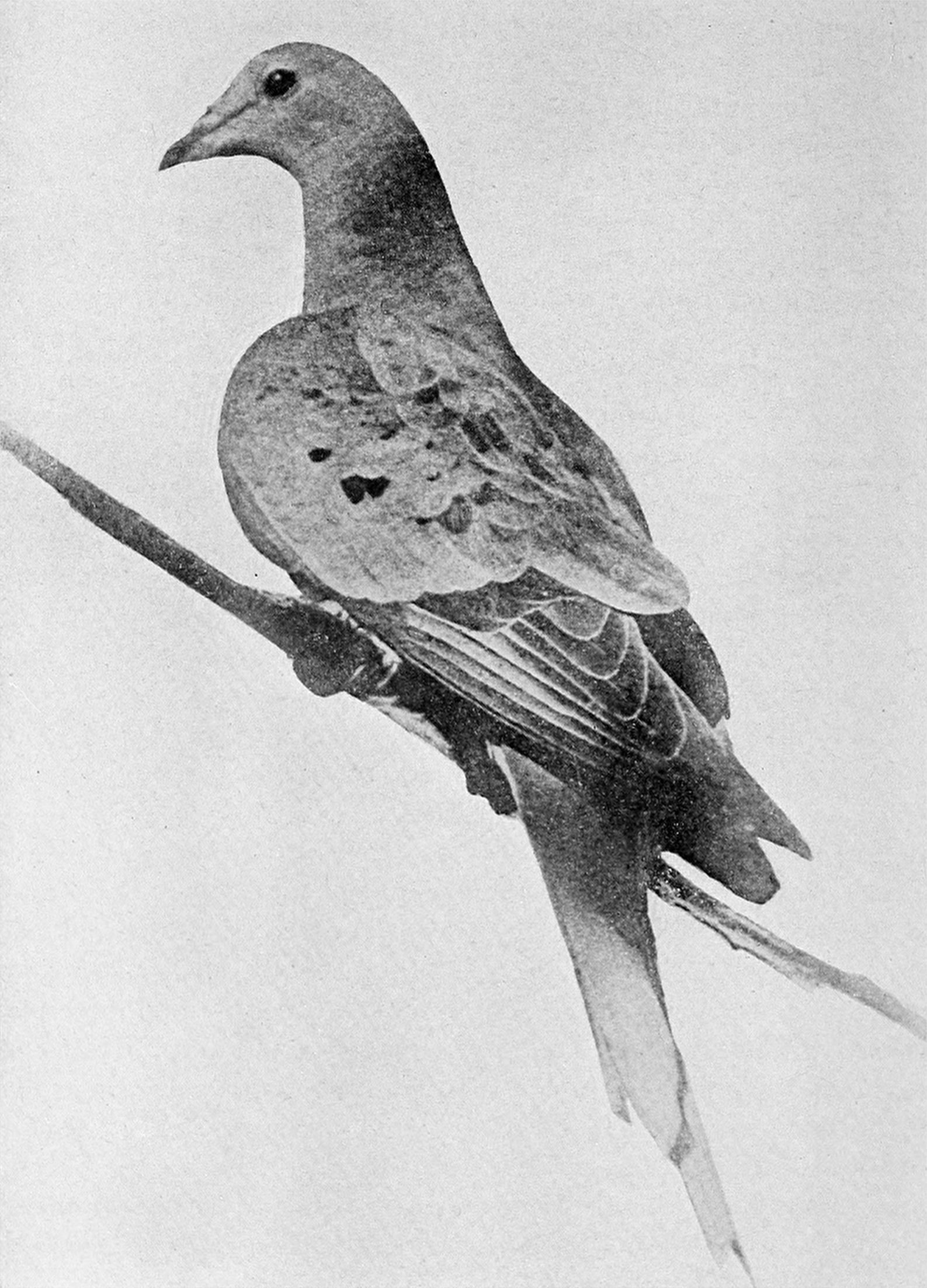
1914: Martha die Wandertaube

- 1730: Auf Lanzarote beginnt ein Ausbruch des Vulkans Timanfaya. Die Eruptionen dauern mehr als fünfeinhalb Jahre an. Es entstehen dabei mehrere Krater.
- 1914: „Martha“, das letzte lebende Exemplar der Wandertaube, stirbt im Zoo von Cincinnati.

### Sport
- 1886: Der Fußballverein Grasshopper Club Zürich wird gegründet.
- 1910: Der brasilianische Fußballclub Sport Club Corinthians Paulista wird in São Paulo gegründet.
- 1923: Die Deutsche Turnerschaft verkündet die „Reinliche Scheidung“, die Trennung zwischen Turnen und Sport, insbesondere dem Fußball. Ab sofort gibt es keine Möglichkeit einer Doppelmitgliedschaft für Vereine in verschiedenen Sportfachverbänden.

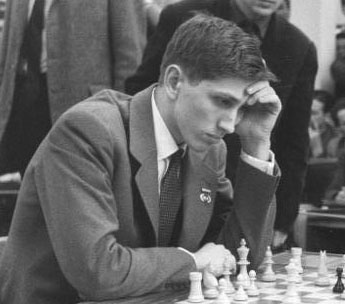
1972: Bobby Fischer

- 1972: Bobby Fischer wird durch seinen 12,5:8,5-Sieg im sogenannten „Match des Jahrhunderts“ über den Russen Boris Spasski in Reykjavík der erste nichtsowjetische Schachweltmeister nach dem Zweiten Weltkrieg.
- 1973: George Foreman verteidigt seinen Titel als Boxweltmeister im Schwergewicht gegen José Roman im Nippon Budōkan, Tokio durch K. o. in der ersten Runde.

Einträge von Leichtathletik-Weltrekorden befinden sich unter der jeweiligen Disziplin unter Leichtathletik.

## Geboren

### Vor dem 18. Jahrhundert
- 0948: Liao Jingzong, Kaiser der Liao-Dynastie im Norden des heutigen Chinas
- 1286: Elisabeth Richza von Polen, Königin von Böhmen und Polen
- 1403: Ludwig VIII., Herzog von Bayern-Ingolstadt
- 1508: Franziskus Joel, ungarischer Pharmakologe und Mediziner

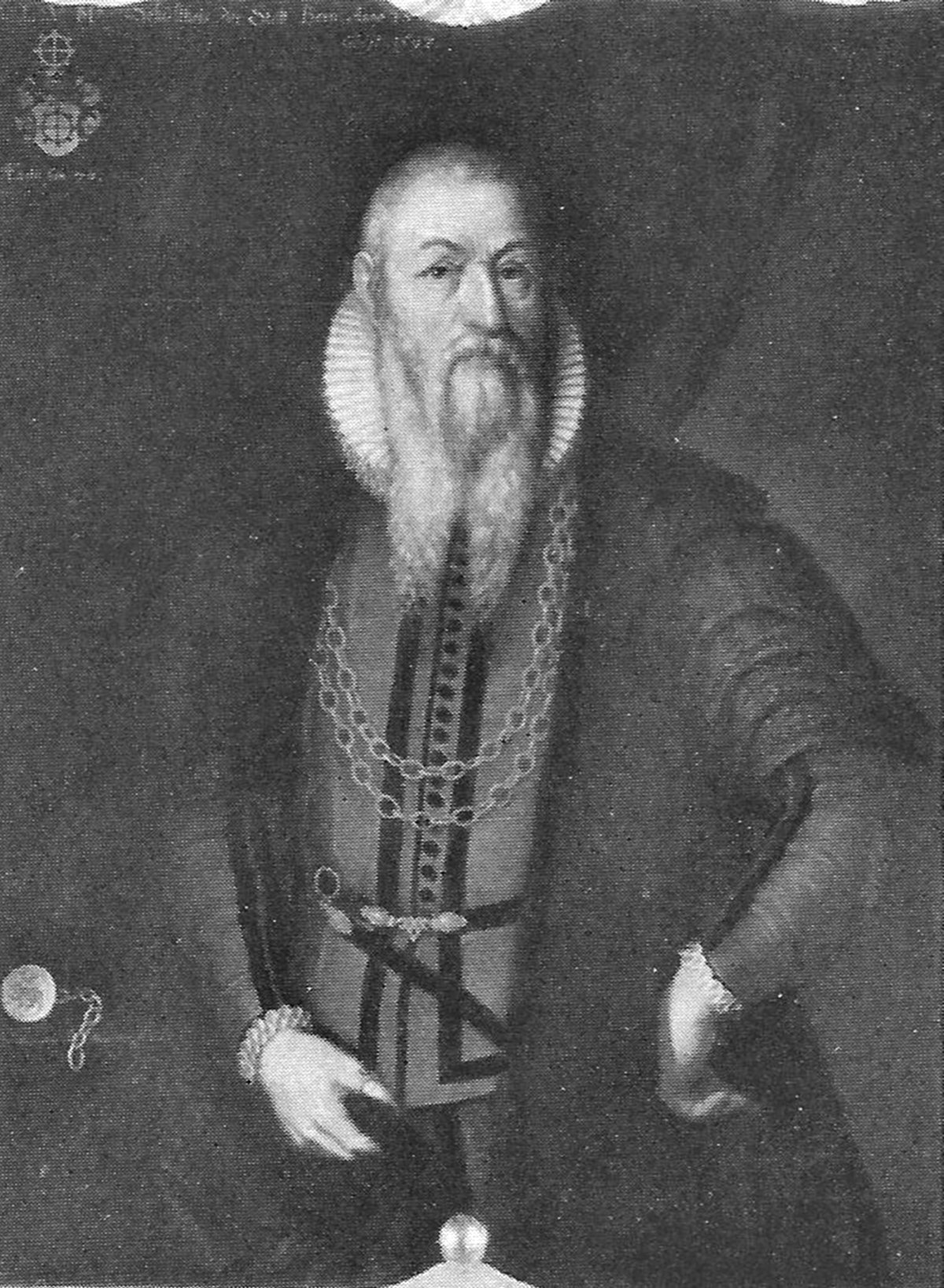
Beat Ludwig von Mülinen (* 1521)

- 1521: Beat Ludwig von Mülinen, Schultheiss von Bern
- 1542: Michael Abel, deutscher Humanist, Neulateinischer Dichter und Lyriker
- 1562: Georg, Graf von Nassau-Dillenburg
- 1565: Kaspar Waser, Schweizer Theologe und Orientalist
- 1566: Edward Alleyn, englischer Schauspieler
- 1575: Johannes Haller der Jüngere, Schweizer evangelischer Theologe und Reformator
- 1579: Johann Friedrich von Schleswig-Holstein-Gottorf, Erzbischof von Bremen, Fürstbischof von Lübeck und Bischof von Verden
- 1588: Henri II. de Bourbon, prince de Condé, Fürst von Condé, Mitglied des Regentschaftsrates für Ludwig XIV.
- 1589: Giovanni Pesaro, 103. Doge von Venedig
- 1596: Arnold Mengering, deutscher lutherischer Theologe
- 1597: Johannes Micraelius, deutscher Dichter und Philosoph
- 1620: Otto von Grote, deutscher Literat und Mitglied der Fruchtbringenden Gesellschaft
- 1637: Nicolas de Catinat, französischer General, Marschall von Frankreich

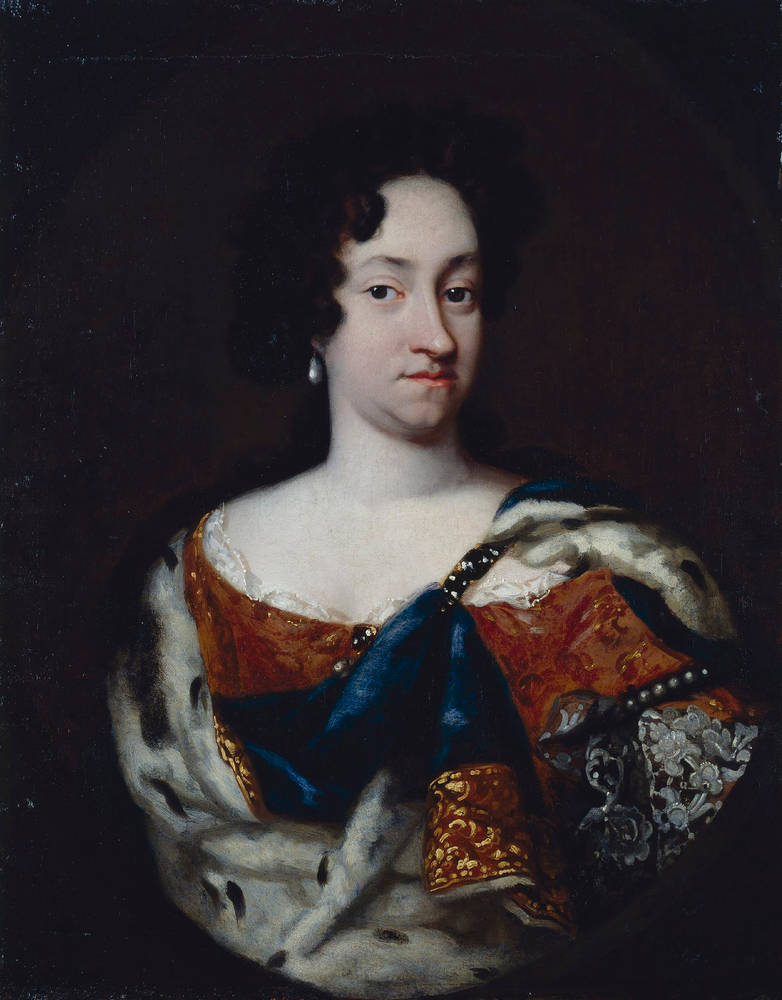
Anna Sophie von Dänemark (* 1647)

- 1647: Anna Sophie von Dänemark, Kurfürstin von Sachsen
- 1651: Natalja Kirillowna Naryschkina, tatarische Adelige, zweite Gattin von Zar Alexei I. von Russland
- 1653: Johann Pachelbel, deutscher Komponist
- 1659: Domenico Egidio Rossi, italienischer Architekt und Baumeister
- 1665: David Zürn III., mährischer Bildhauer
- 1688: Friedrich Ludwig, Fürst von Hohenzollern-Hechingen
- 1689: Kilian Ignaz Dientzenhofer, Baumeister des böhmischen Barock
- 1692: Egid Quirin Asam, deutscher Stuckateur und Bildhauer

### 18. Jahrhundert
- 1703: William Battie, englischer Arzt

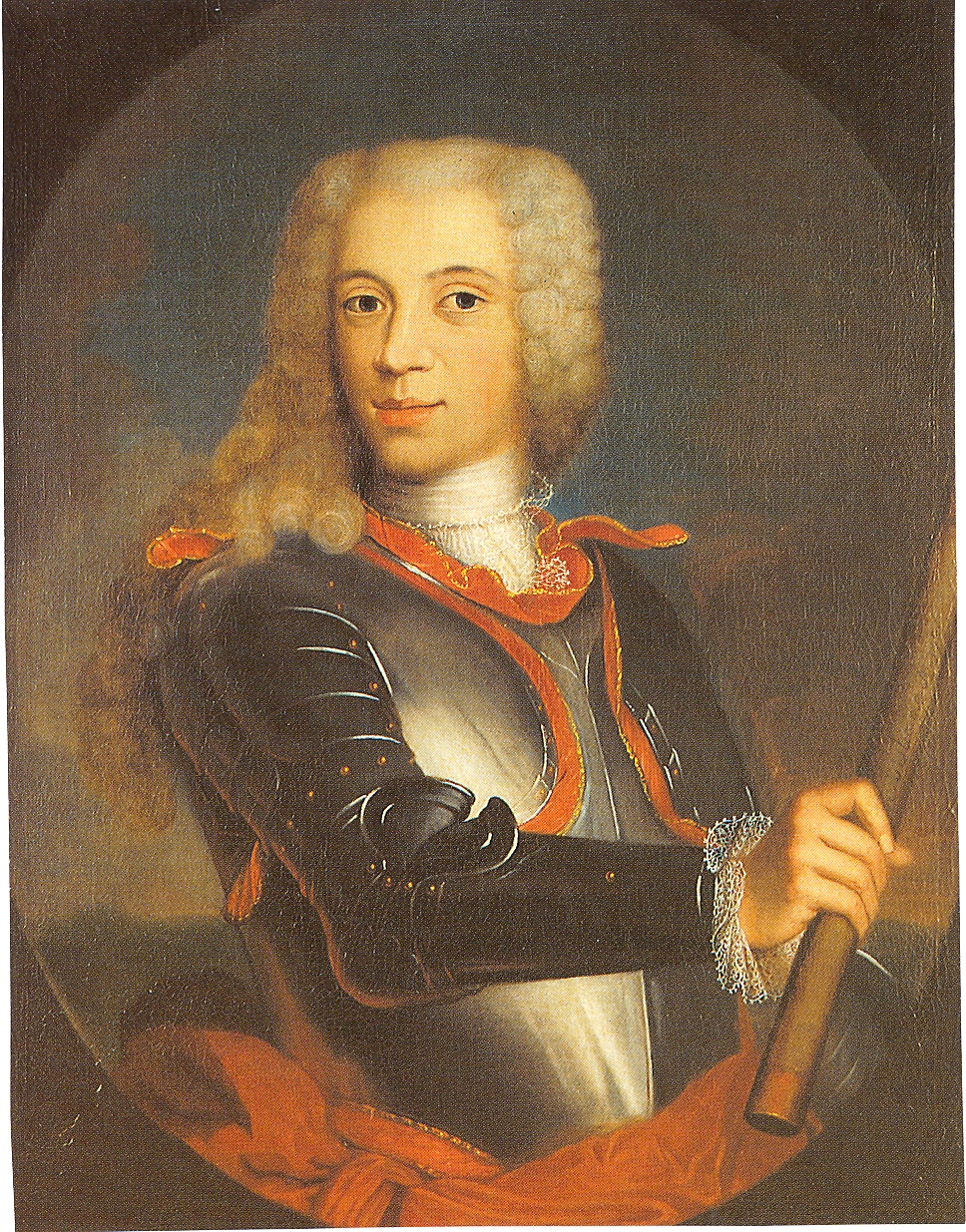
Wilhelm IV. (* 1711)

- 1711: Wilhelm IV., Fürst von Nassau und Erbstatthalter der Vereinigten Provinzen der Niederlande
- 1712: Carlo Vittorio Amedeo delle Lanze, italienischer Kardinal
- 1731: Ove Høegh-Guldberg, dänischer Theologe, Historiker und Politiker
- 1734: Louis François II. de Bourbon, prince de Conti, letzter Fürst von Conti
- 1734: August Carl Alexander von Zanthier, hessischer und anhaltischer Hofbeamter und wirtschaftswissenschaftlicher Autor
- 1747: Heinrich Adolph Grimm, deutscher evangelischer Theologe und Orientalist
- 1749: Lorenz Leopold Haschka, österreichischer Lyriker
- 1751: Emanuel Schikaneder, österreichischer Schauspieler, Regisseur und Theaterdirektor
- 1754: August Hermann Niemeyer, deutscher Theologe und Pädagoge

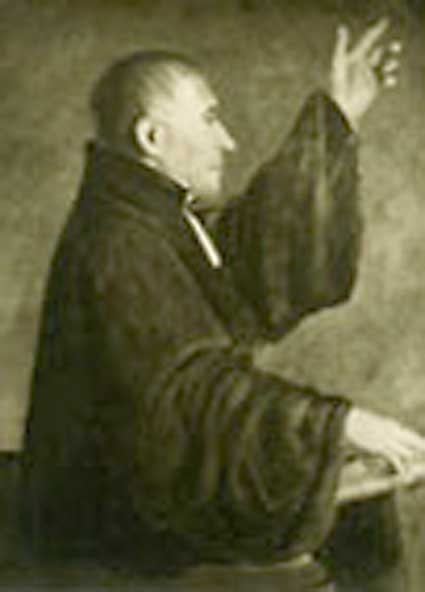
Wilhelm Leberecht Götzinger (* 1758)

- 1758: Wilhelm Leberecht Götzinger, deutscher lutherischer Theologe und Autor, gilt als Erschließer der Sächsischen Schweiz
- 1760: Frederik Sneedorff, dänischer Historiker
- 1761: Heinrich Eberhard Gottlob Paulus, deutscher evangelischer Theologe und Philosoph
- 1772: Johann Erich von Berger, dänischer Philosoph
- 1774: Johann Jakob Bernhardi, deutscher Botaniker
- 1775: Honoré-Charles Reille, französischer General, Marschall und Pair von Frankreich
- 1777: Johann Friedrich Christian Werneburg, deutscher Mathematiker und Physiker
- 1785: Philip Allen, US-amerikanischer Politiker, Gouverneur und Senator von Rhode Island
- 1790: Ferdinand von Eckstein, dänischer Schriftsteller und französischer Beamter
- 1791: Friedrich Bird, deutscher Mediziner
- 1792: John Gayle, US-amerikanischer Jurist und Politiker, Gouverneur und Kongressabgeordneter von Alabama
- 1795: Rudolf von Auerswald, preußischer Beamter, Minister und Ministerpräsident
- 1798: Jean-Augustin Franquelin, französischer Kunstmaler
- 1798: Ferenc József Gyulay, österreichisch-ungarischer Feldmarschall und Oberbefehlshaber

### 19. Jahrhundert

#### 1801–1850
- 1804: Carl Herloßsohn, deutscher Schriftsteller und Enzyklopädist

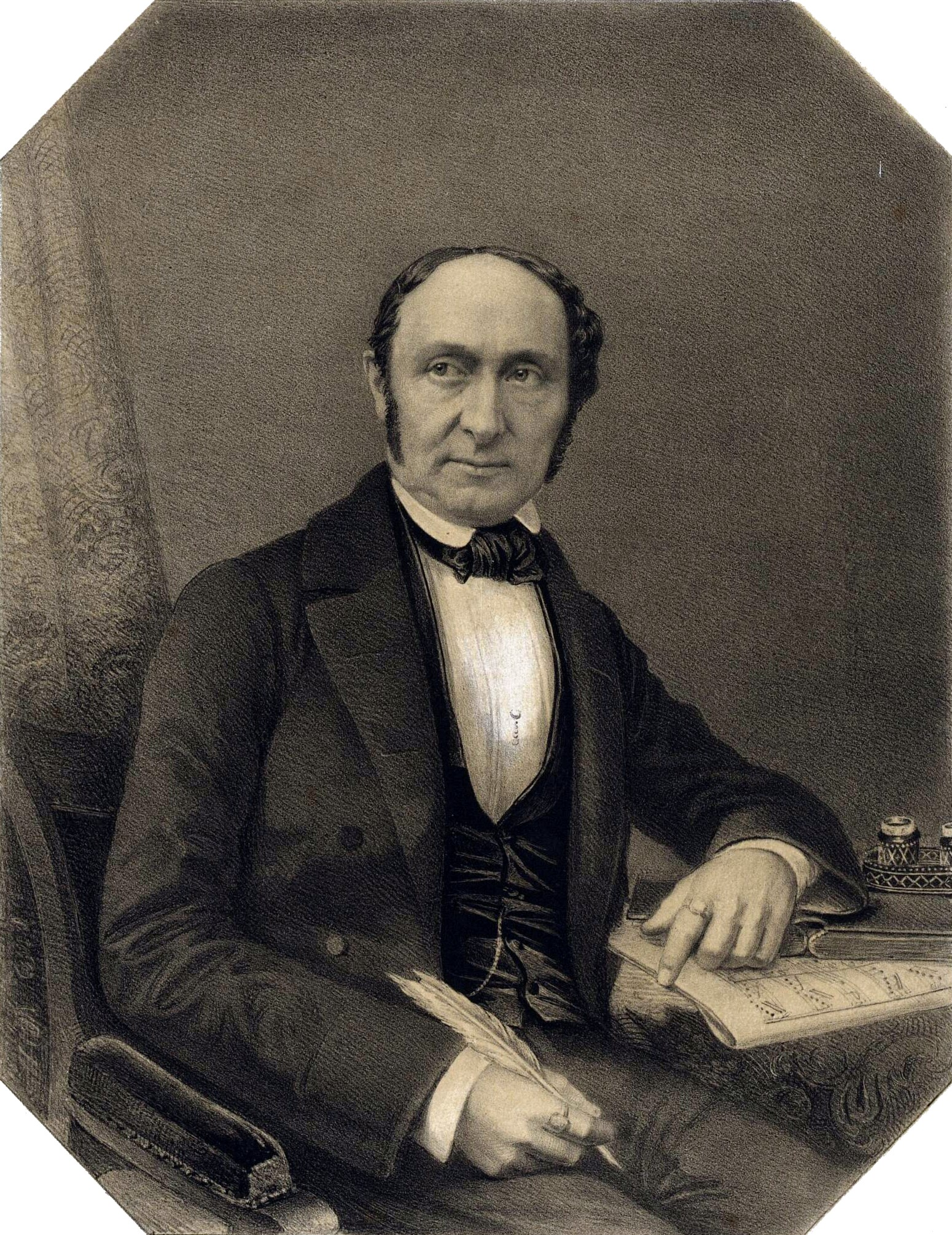
Julius Otto (* 1804)

- 1804: Julius Otto, deutscher Komponist, Chorleiter und Kreuzkantor
- 1805: Karl Ludwig Friedrich von Hinckeldey, deutscher Polizeipräsident in Berlin
- 1807: Bernhard von Arnswald, deutscher Schlosshauptmann der Wartburg und Kunstmaler
- 1809: Pierre-Théodule Fracheboud, Schweizer Jurist und Politiker
- 1811: Richard Dybeck, schwedischer Altertumsforscher, Ethnologe und Dichter
- 1812: Aegidius Rudolph Nicolaus Arntz, deutscher Rechtswissenschaftler
- 1812: James Campbell, US-amerikanischer Politiker, Postminister
- 1815: Ferdinand Jühlke, deutscher Gartengestalter, -baulehrer und -bauautor
- 1816: Peter Karlowitsch von Uslar, russischer Ingenieur, Sprachforscher und Offizier
- 1818: Johan Thomas Lundbye, dänischer Maler

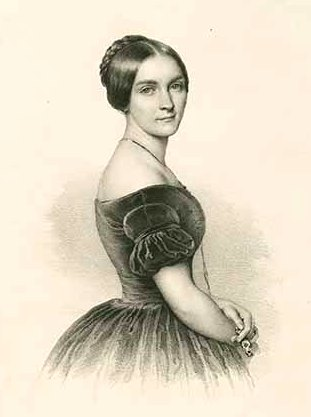
Sophie Diez (* 1820)

- 1820: Sophie Diez, deutsche Sopranistin
- 1820: Karl Wilhelm Scheibler, deutscher Industrieller
- 1821: Leopold III., Fürst von Lippe-Detmold
- 1821: Viktor von Meibom, deutscher Rechtswissenschaftler
- 1822: Kaspar Wetli, Schweizer Ingenieur
- 1825: August Horn, deutscher Komponist
- 1825: Charles Mazeau, französischer Politiker
- 1826ː Mathilde Hitzfeld, pfälzische Freischärlerin
- 1827: Elisha Baxter, US-amerikanischer Politiker
- 1829: James Conner, Brigadegeneral der Konföderierten Staaten von Amerika
- 1832: Carl Bolle, deutscher Unternehmer
- 1832: Hermann Steudner, deutscher Naturforscher

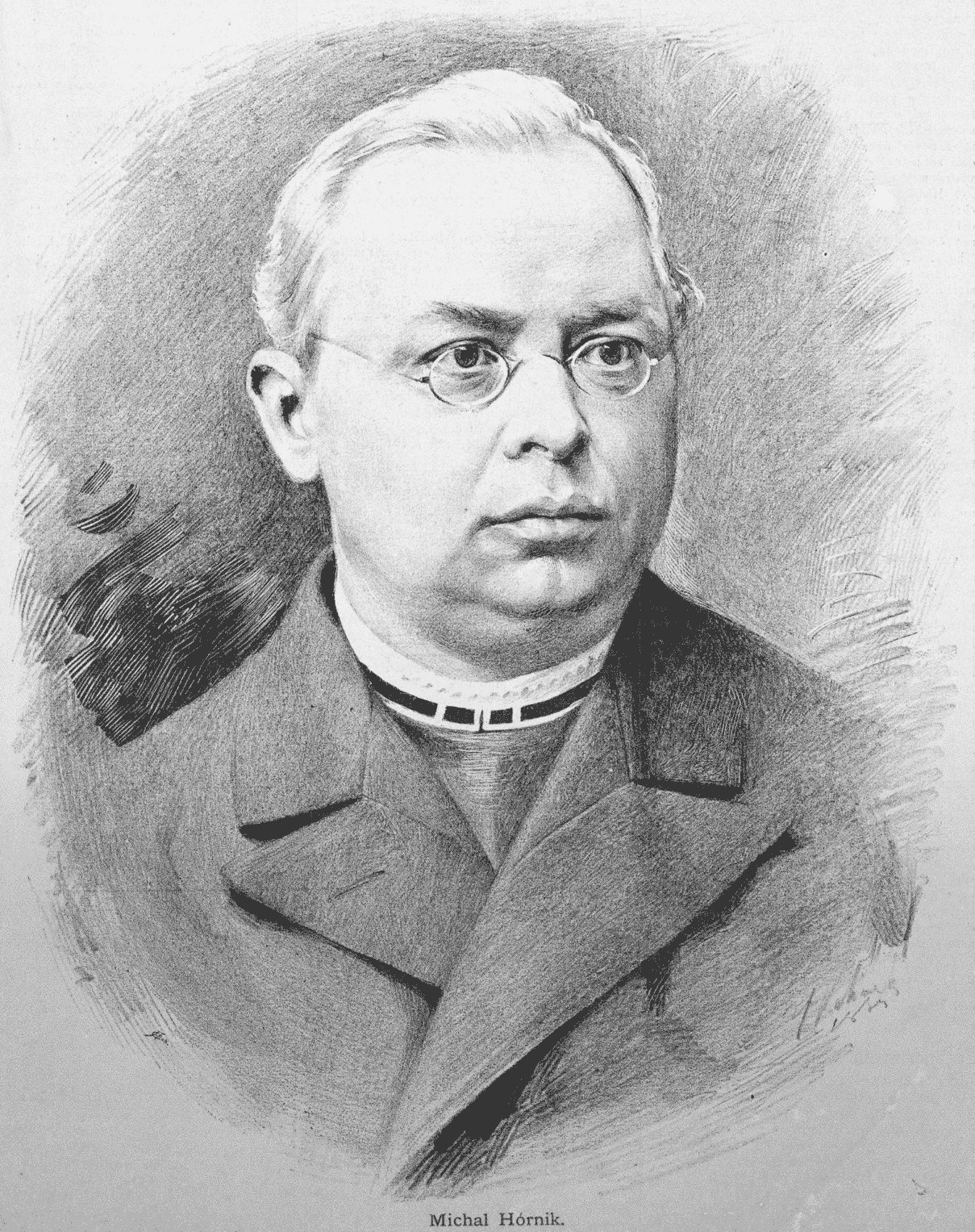
Michał Hórnik (* 1833)

- 1833: Michał Hórnik, sorbischer Geistlicher und Autor
- 1835: William Stanley Jevons, englischer Ökonom
- 1836: Robert Swinhoe, britischer Naturforscher, Ornithologe und Zoologe.
- 1837: Henry Brackenbury, britischer General und Autor
- 1837: Tony Robert-Fleury, französischer Historienmaler
- 1838: Friedrich Preller der Jüngere, deutscher Landschafts- und Marinemaler
- 1839: Otto Pfleiderer, deutscher protestantischer Theologe
- 1840: Fanny von Bernstorff, deutsche Science-Fiction-Autorin
- 1842: Dora Rappard, Schweizer Missionarin
- 1847: Georg von Klitzing, deutscher Gutsbesitzer, Jurist und Politiker
- 1848: Auguste Forel, Schweizer Psychiater
- 1849: Emil Zuckerkandl, österreichischer Mediziner
- 1850: Norbert Pfretzschner, österreichischer Bildhauer und Jagd-Schriftsteller

#### 1851–1900
- 1851: Karl Kellner, österreichischer Chemiker, Industrieller und Okkultist

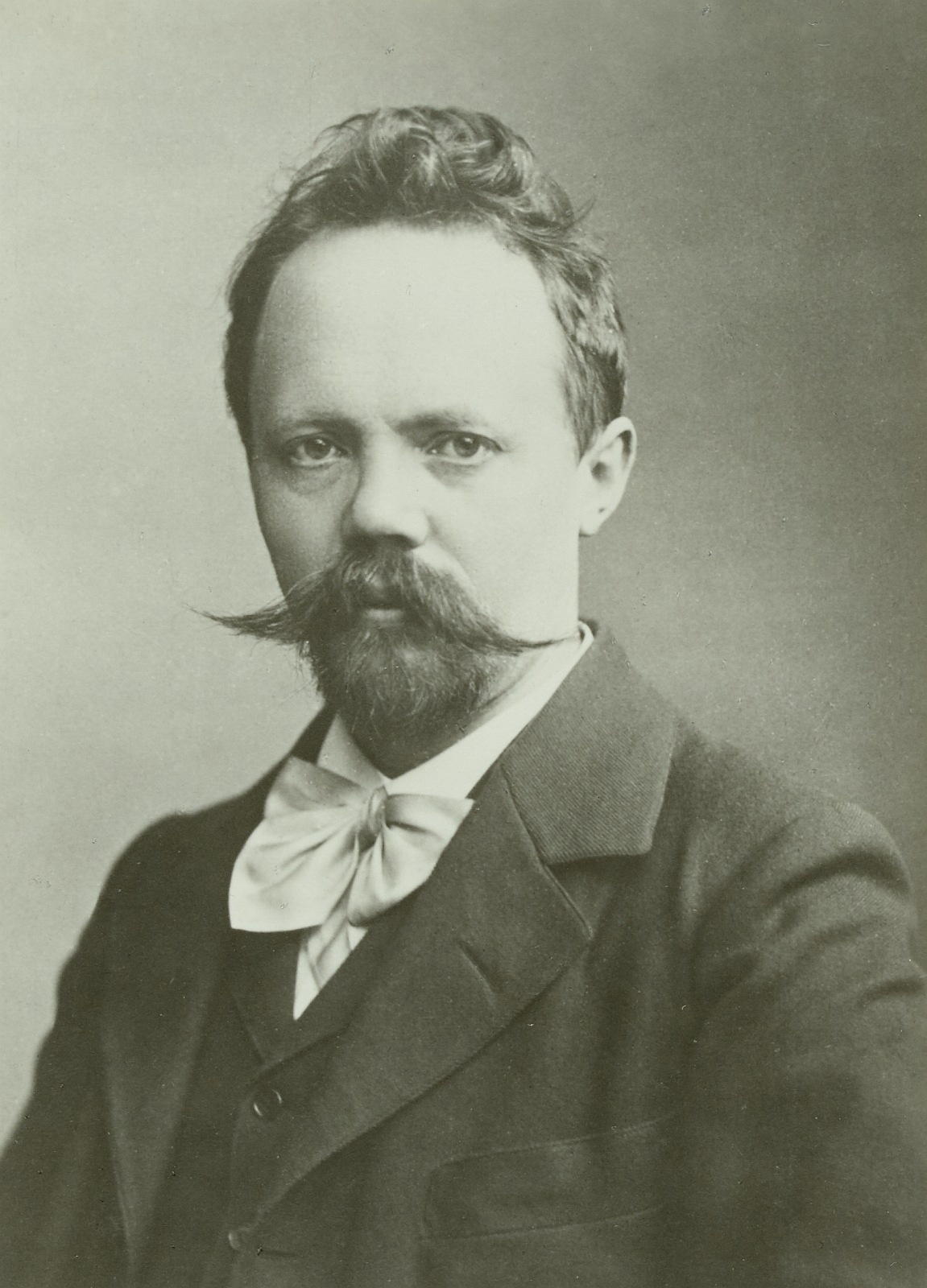
Engelbert Humperdinck (* 1854)

- 1854: Engelbert Humperdinck, deutscher Komponist der Spätromantik
- 1855: Innokenti Fjodorowitsch Annenski, russischer Dichter, Literaturkritiker, Dramatiker und Übersetzer
- 1856: Louis-Ernest Dubois, Erzbischof von Paris und Kardinal der römisch-katholischen Kirche
- 1856: John Redmond, irischer Politiker
- 1857: Emanuel Loewy, österreichischer Archäologe
- 1858: Carl Auer von Welsbach, österreichischer Chemiker und Unternehmer
- 1858: Paul Wolters, deutscher klassischer Archäologe
- 1859: Richard Eschke, deutscher Maler
- 1861: Lazăr Edeleanu, rumänischer Chemiker
- 1862: Adolphe Appia, Schweizer Architekt

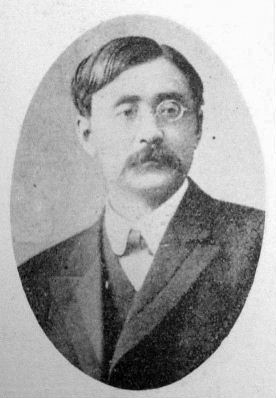
Nitobe Inazō (* 1862)

- 1862: Nitobe Inazō, japanischer Gelehrter und Völkerbund-Sekretär
- 1863: Herman Baltia, belgischer General-Leutnant und Politiker
- 1863: Violet Jacob, schottische Schriftstellerin
- 1864: Akashi Motojirō, japanischer General
- 1864: Roger Casement, britischer Diplomat und irischer Nationalheld
- 1865: Ishibashi Ningetsu, japanischer Literaturkritiker und Schriftsteller
- 1865: Edgar Aabye, dänischer Sportler
- 1866: Friedrich Wilhelm Mader, deutscher Schriftsteller
- 1866: Jordan Mai, deutscher Franziskaner
- 1873: Robert P. Bass, US-amerikanischer Politiker
- 1874: Gertrud Bürgers-Laurenz, deutsche Malerin
- 1874: Ismar Elbogen, deutscher Gelehrter

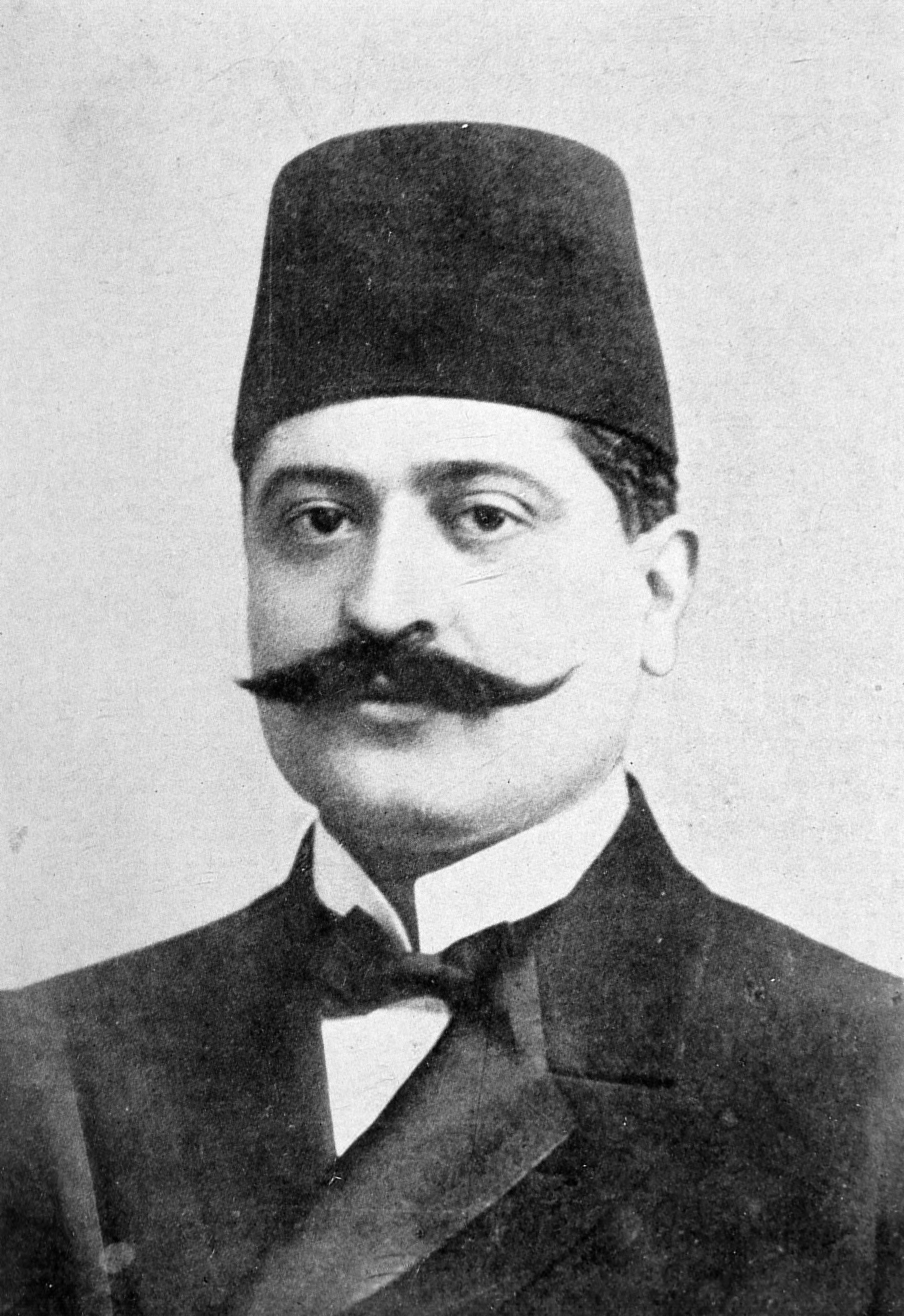
Talât Pascha (* 1874)

- 1874: Talât Pascha, Großwesir des Osmanischen Reiches, Führer der Jungtürken
- 1875: Edgar Rice Burroughs, US-amerikanischer Schriftsteller
- 1875: Josef Reinhart, Schweizer Volksschriftsteller
- 1876: Arthur Andrews, US-amerikanischer Radrennfahrer
- 1876ː Harriet Shaw Weaver, britische Autorin und Feministin
- 1877: Francis William Aston, englischer Chemiker und Physiker, Nobelpreisträger
- 1878: Georg Becker, deutscher Unternehmer
- 1878: John Frederick Charles Fuller, britischer Generalmajor und Militärhistoriker
- 1879: Bruno Granichstaedten, österreichischer Komponist
- 1880: Gerhard Mensch, deutscher Bauingenieur
- 1881: Octave Aubry, französischer Historiker und Schriftsteller
- 1882: Erich Becher, deutscher Philosoph und Psychologe
- 1882: Oswald Wiersich, deutscher Gewerkschafter und Widerstandskämpfer
- 1883: Justin Elie, haitianischer Komponist und Pianist
- 1884: Friedrich von Prittwitz und Gaffron, deutscher Botschafter in den Vereinigten Staaten
- 1885: Hermann Grapow, deutscher Ägyptologe

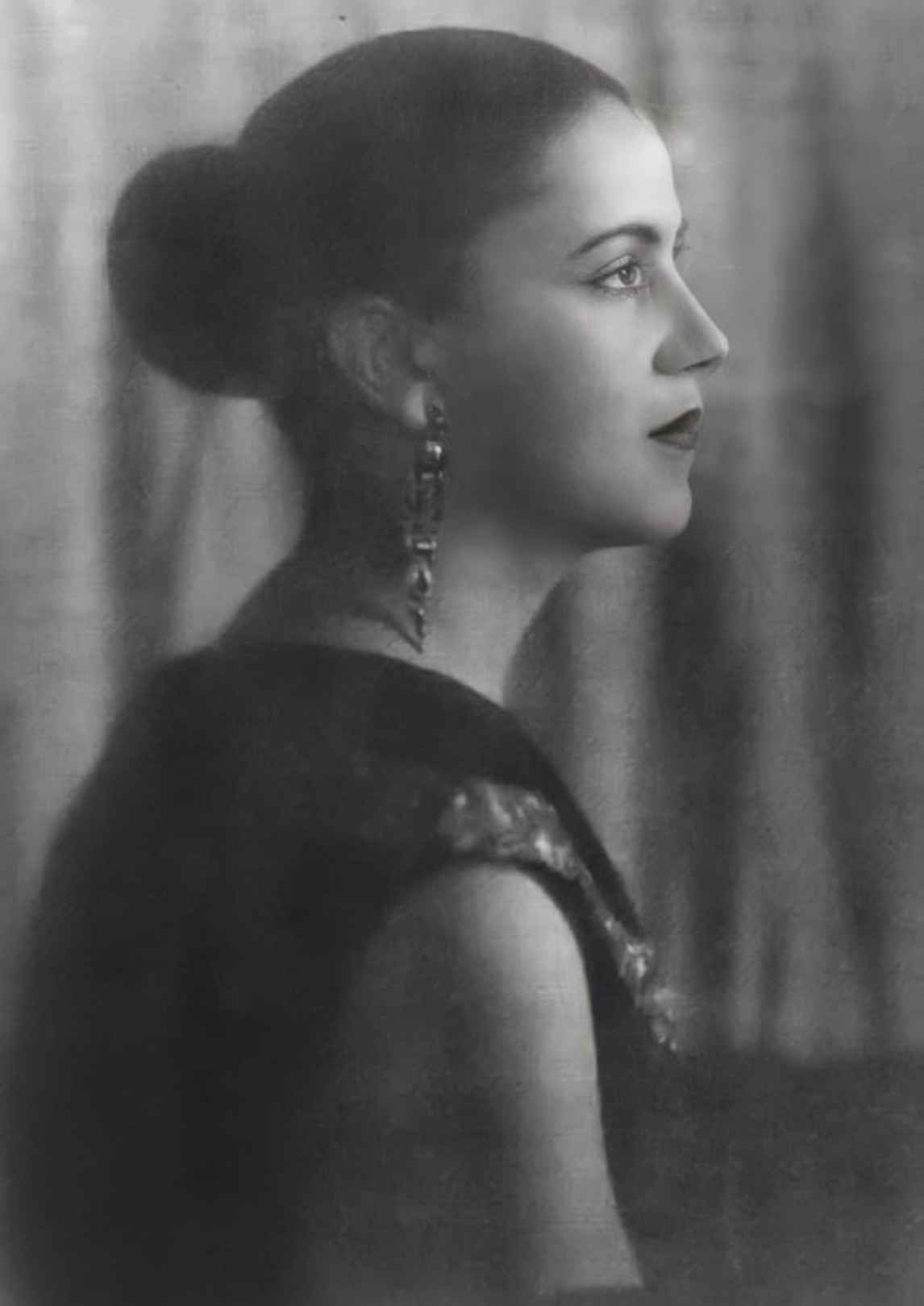
Tarsila do Amaral (* 1886)

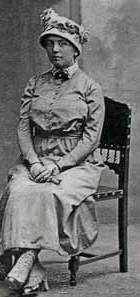
Olha Bassarab (* 1889)

- 1886: Tarsila do Amaral, brasilianische Künstlerin
- 1886: Othmar Schoeck, Schweizer Komponist und Dirigent
- 1887: Blaise Cendrars, Schweizer Schriftsteller
- 1887ː Charlotte Croner, deutsche Flötistin, Holocaustopfer
- 1888ː Irene Kafka, Übersetzerin, Lyrikerin, Opfer des Holocaust
- 1888: Ephraim Lipson, britischer Wirtschaftshistoriker
- 1888: Ernst Schlange, deutscher Politiker, Gauleiter, MdL
- 1889: Glenn Anders, US-amerikanischer Theater- und Filmschauspieler
- 1889: Herbert Asbury, US-amerikanischer Journalist und Schriftsteller
- 1889ː Olha Bassarab, ukrainische Aktivistin
- 1890: Herbert Goldschmidt, deutscher Kommunalpolitiker
- 1890: Arthur W. Upfield, britisch-australischer Kriminalromanautor
- 1891: Wilhelm Grüner, deutsch-baltischer Pastor und evangelisch-lutherischer Märtyrer
- 1891: Wilhelm von Thoma, deutscher General
- 1893: Betty Blythe, US-amerikanische Schauspielerin
- 1893: François Charrière, Schweizer Geistlicher, Bischof von Lausanne, Genf und Freiburg
- 1894: Hans Tittel, deutscher Politiker und Gewerkschafter

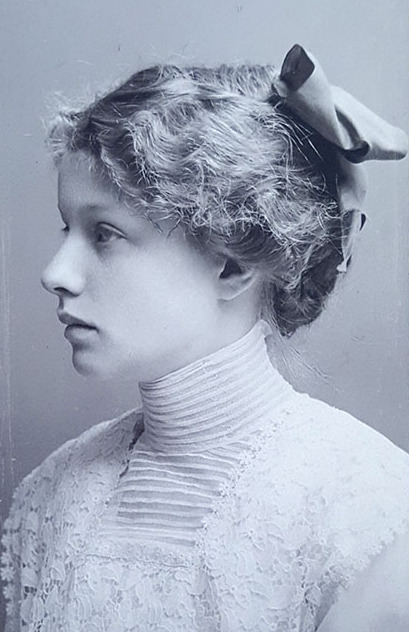
Hertha Sponer (* 1895)

- 1895: Hertha Sponer, deutsche Physikerin
- 1895: Ernst Karl Winter, österreichischer Soziologe
- 1895: Engelbert Zaschka, deutscher Oberingenieur, Erfinder und Hubschrauberpionier
- 1895: Hans Zöberlein, deutscher Schriftsteller
- 1896: A. C. Bhaktivedanta Prabhupada, indischer Autor und Übersetzer
- 1896: André Hunebelle, französischer Filmregisseur
- 1897: Johan de Haas, niederländischer Autor und Anarchist
- 1897: Geza Slovig, rumäniendeutscher Kirchenmusiker, Musikpädagoge und Komponist
- 1898: Ernst Ahl, deutscher Zoologe, Ichthyologe und Herpetologe
- 1898: Wilhelm Fuchs, deutscher SS- und Polizeiangehöriger, Leiter verschiedener Einsatzgruppen, Kriegsverbrecher
- 1898: Friedrich Georg Jünger, deutscher Lyriker, Erzähler und Essayist
- 1898: Franz Paul Koch, deutscher Kameramann
- 1898: Marilyn Miller, US-amerikanische Musicalsängerin und Stepptänzerin
- 1899: Lotte Friese-Korn, deutsche Politikerin
- 1899ː Flora Steiger-Crawford, Schweizer Architektin, Möbeldesignerin und Bildhauerin
- 1900: Fritz Burgbacher, deutscher Politiker
- 1900: Andor Mészáros, ungarisch-australischer Architekt, Bildhauer und Medailleur
- 1900: Kazimierz Wiłkomirski, polnischer Cellist, Dirigent, Komponist und Musikpädagoge

### 20. Jahrhundert

#### 1901–1925

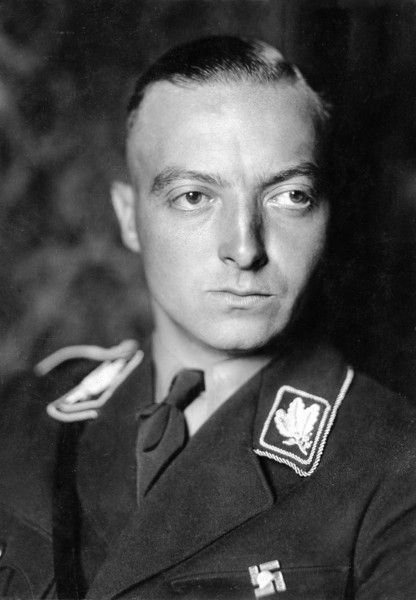
Karl Ernst (* 1904)

- 1901: Theodor Maunz, deutscher Verwaltungsrechtler
- 1901: Harry Stradling Sr., US-amerikanischer Kameramann
- 1902: Ernst-Ludwig von Aster, deutscher Jagd- und Tiermaler
- 1902: Wilhelm Heiner, deutscher Bildhauer, Maler und Grafiker
- 1902: Eddie Kotal, US-amerikanischer American-Football-Spieler, -Trainer und -Scout
- 1902: Camille Poiré, französischer Automobilrennfahrer
- 1903: Ray Flaherty, US-amerikanischer American-Football-Spieler und -Trainer
- 1904: Viktor Aschenbrenner, deutscher Vertriebenenpolitiker
- 1904: Karl Ernst, deutscher Nationalsozialist und Gruppenführer der SA
- 1905: Corrado Annicelli, italienischer Schauspieler
- 1905: Friedrich Ernst Hunsche, deutscher Schriftsteller, Sprachforscher, Genealoge, Heimatforscher und Archivar
- 1906: Joaquín Balaguer, dominikanischer Staatschef und Schriftsteller
- 1906: Franz Biebl, deutscher Komponist

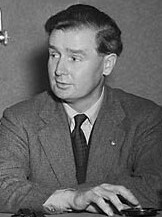
Gwynfor Evans (* 1912)

- 1906: Eleanor Burford, britische Schriftstellerin
- 1906: Kurt Pratsch-Kaufmann, deutscher Schauspieler und Synchronsprecher
- 1908: Heinrich Hamann, deutscher Polizist, Gestapo-Chef im besetzten Polen
- 1908: Wilhelm M. Busch, deutscher Illustrator
- 1909: Jean Prenant, französischer Automobilrennfahrer

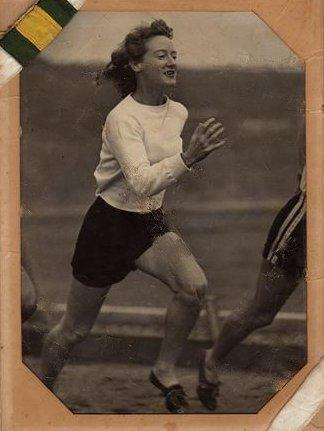
Joyce King (* 1920)

- 1910: Samuel Rothenberg, deutscher Theologe
- 1911: Hugo Lindinger, österreichischer Schauspieler
- 1912: Gwynfor Evans, britischer Politiker
- 1912: Charles Owen, US-amerikanischer Perkussionist und Musikpädagoge
- 1913: Ludwig Merwart, österreichischer Maler und Grafiker
- 1914: Ernst Ortner, österreichischer Widerstandskämpfer
- 1914: Annemarie Selinko, österreichisch-dänische Schriftstellerin

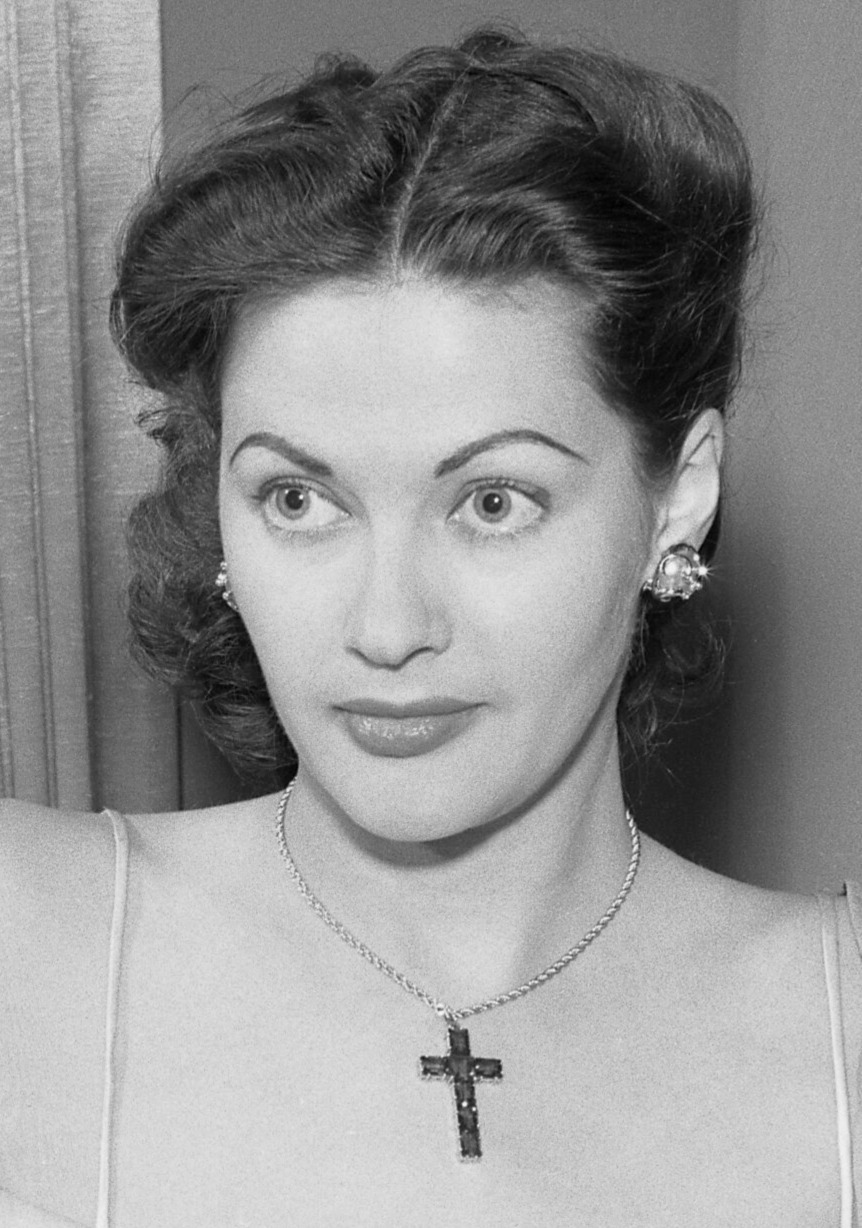
Yvonne De Carlo (* 1922)

- 1915: Ken Aston, britischer Fußballschiedsrichter
- 1915: Johan Victor Dahlberg, niederländischer Komponist
- 1915: Jorge Quesada, costa-ricanischer Fußballspieler
- 1916: Dorothy Cheney, US-amerikanische Tennisspielerin
- 1916: Emil Spannocchi, österreichischer General
- 1917: Heddy Pross-Weerth, deutsche Literaturkritikerin und Übersetzerin
- 1919: Walter Kaaden, deutscher Ingenieur
- 1919: Willi Marxsen, deutscher Theologe und Neutestamentler
- 1920: Hubert Lampo, belgischer Schriftsteller und Journalist
- 1920: Joyce King, australische Leichtathletin
- 1920: Richard Farnsworth, US-amerikanischer Schauspieler
- 1921: Kurt Hübner, deutscher Philosoph
- 1921: Willem Frederik Hermans, niederländischer Schriftsteller
- 1921ː Ingeborg Osswald-Lüttin, deutsche Malerin und Karikaturistin

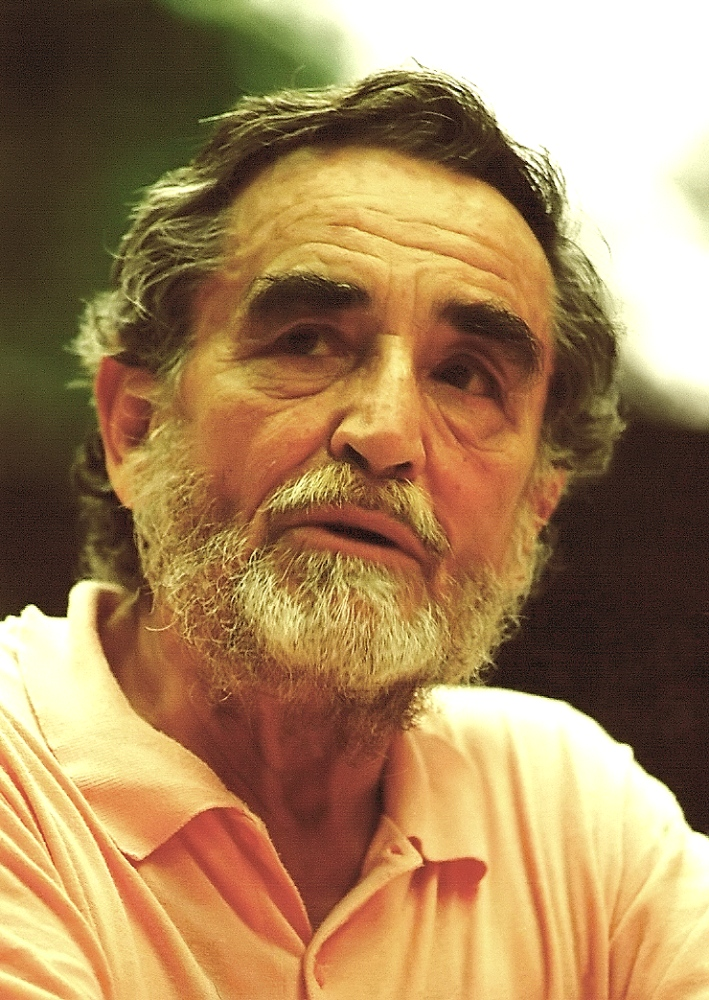
Vittorio Gassman (* 1922)

- 1922: Vittorio Gassman, italienischer Schauspieler
- 1922: Yvonne De Carlo, kanadische Schauspielerin
- 1923: Kenneth Thomson, kanadischer Unternehmer
- 1923: Rocky Marciano, US-amerikanischer Boxer
- 1925: Art Pepper, US-amerikanischer Altsaxophonist
- 1925ː Madeleine Chapsal, französische Journalistin und Schriftstellerin
- 1925: Bob Curtis, US-amerikanischer Tänzer und Choreograf
- 1925: Roy Jay Glauber, US-amerikanischer Physiker, Nobelpreisträger
- 1925ː Christiane Scrivener, französische Politikerin, MdEP und EU-Kommissarin

#### 1926–1950

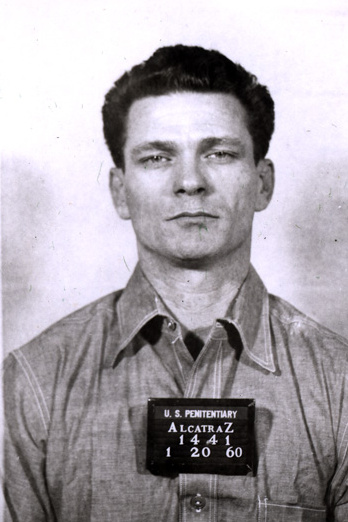
Frank Morris (* 1926)

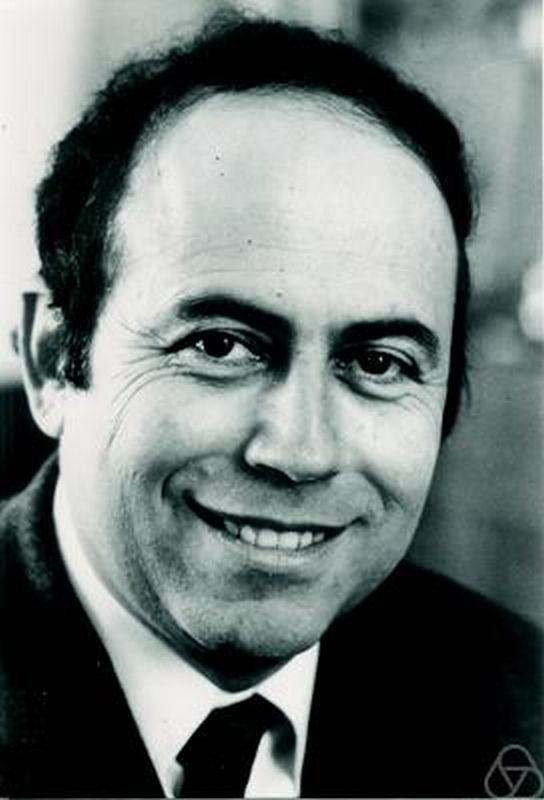
Michael O. Rabin (* 1931)

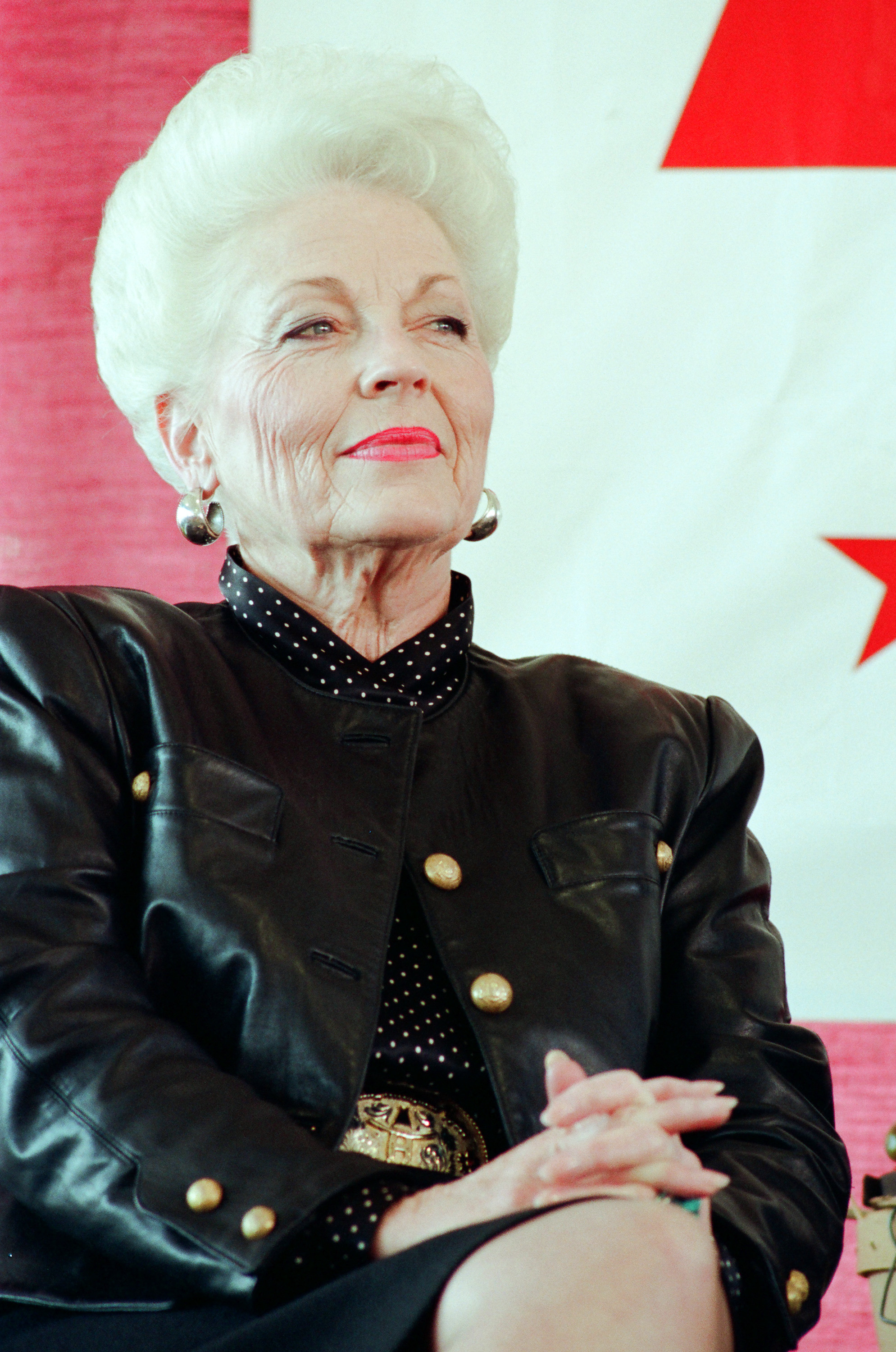
Ann Richards (* 1933)

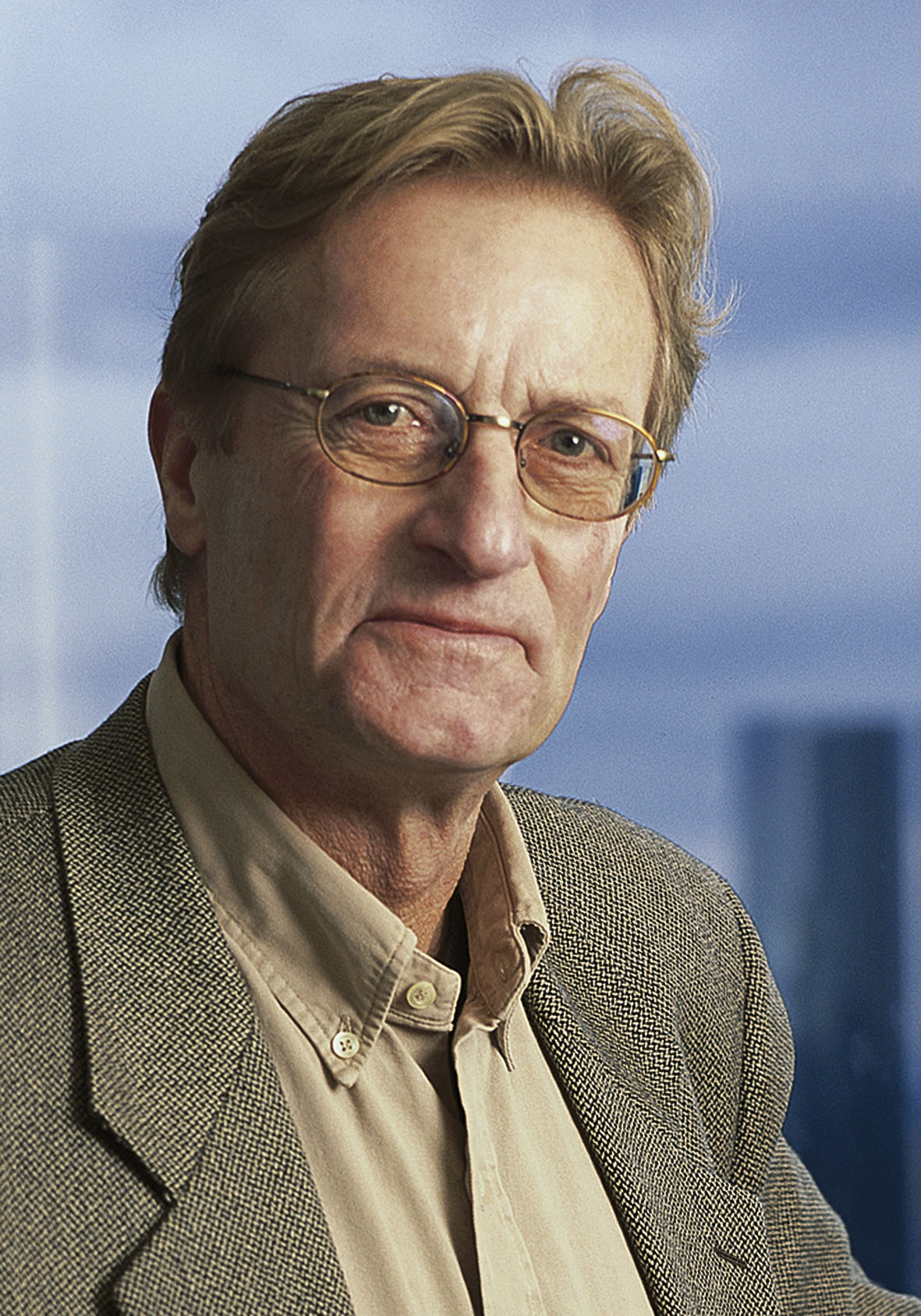
Karl Otto Honrich (* 1937)

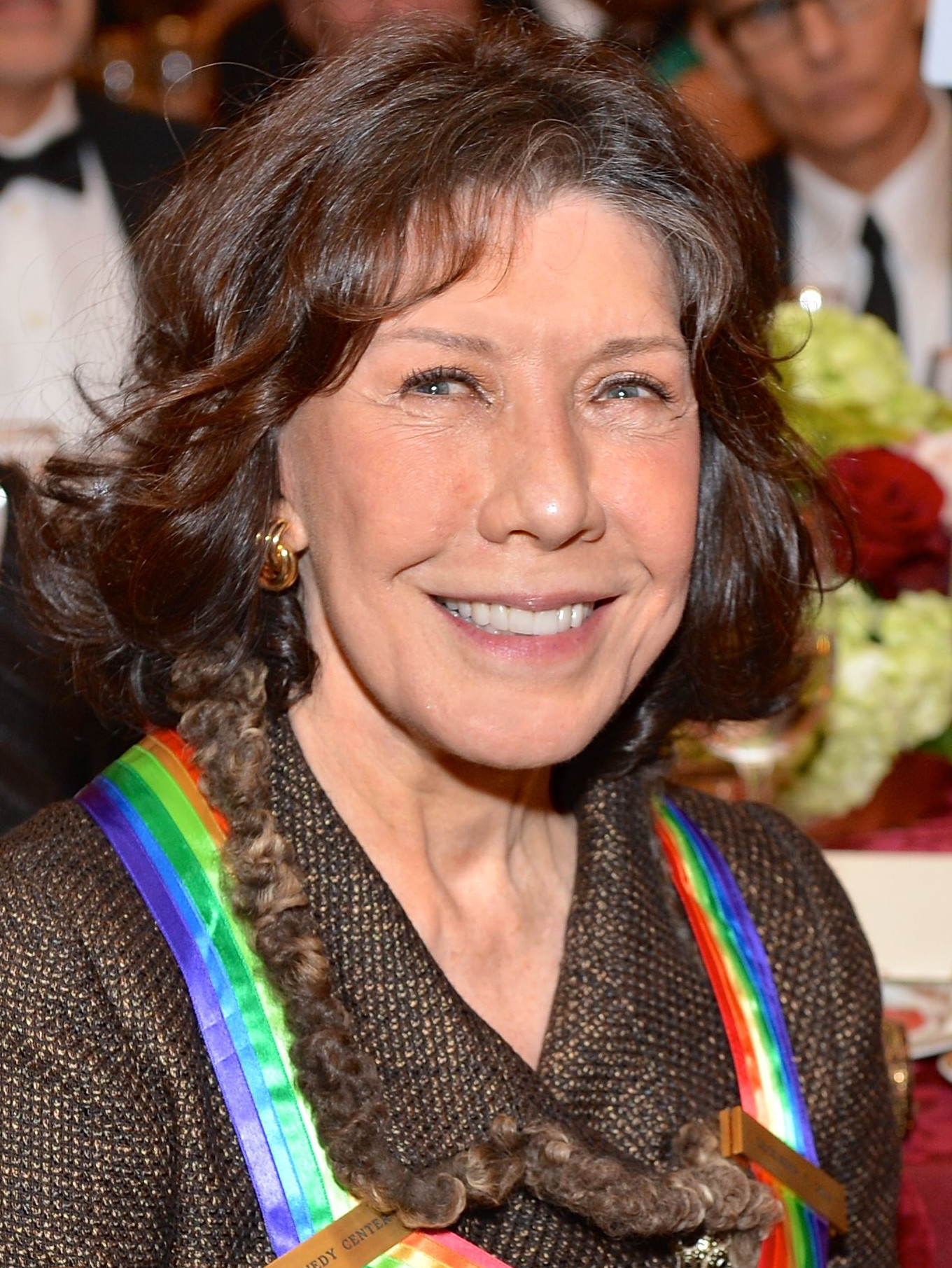
Lily Tomlin (* 1939)

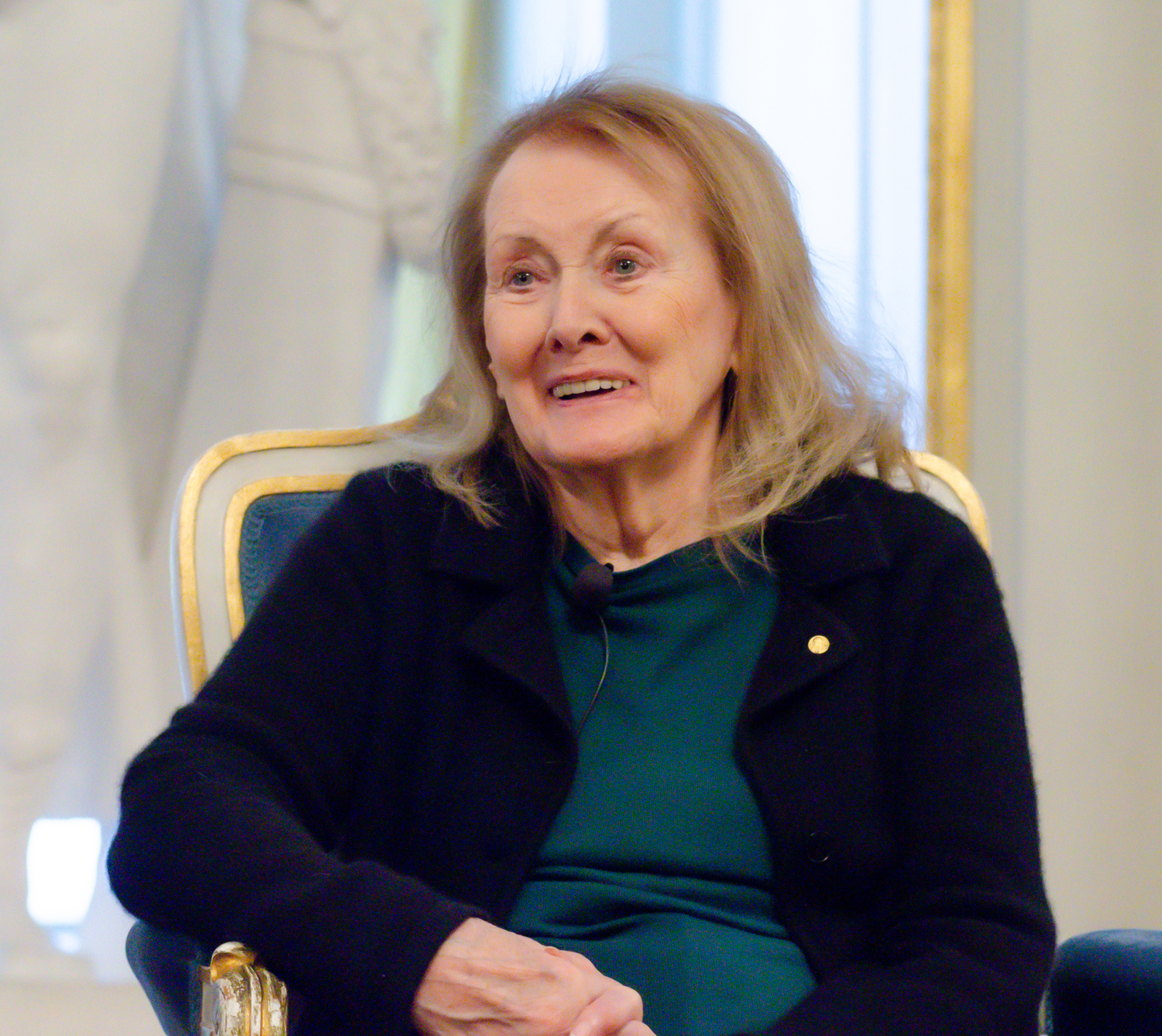
Annie Ernaux (* 1940)

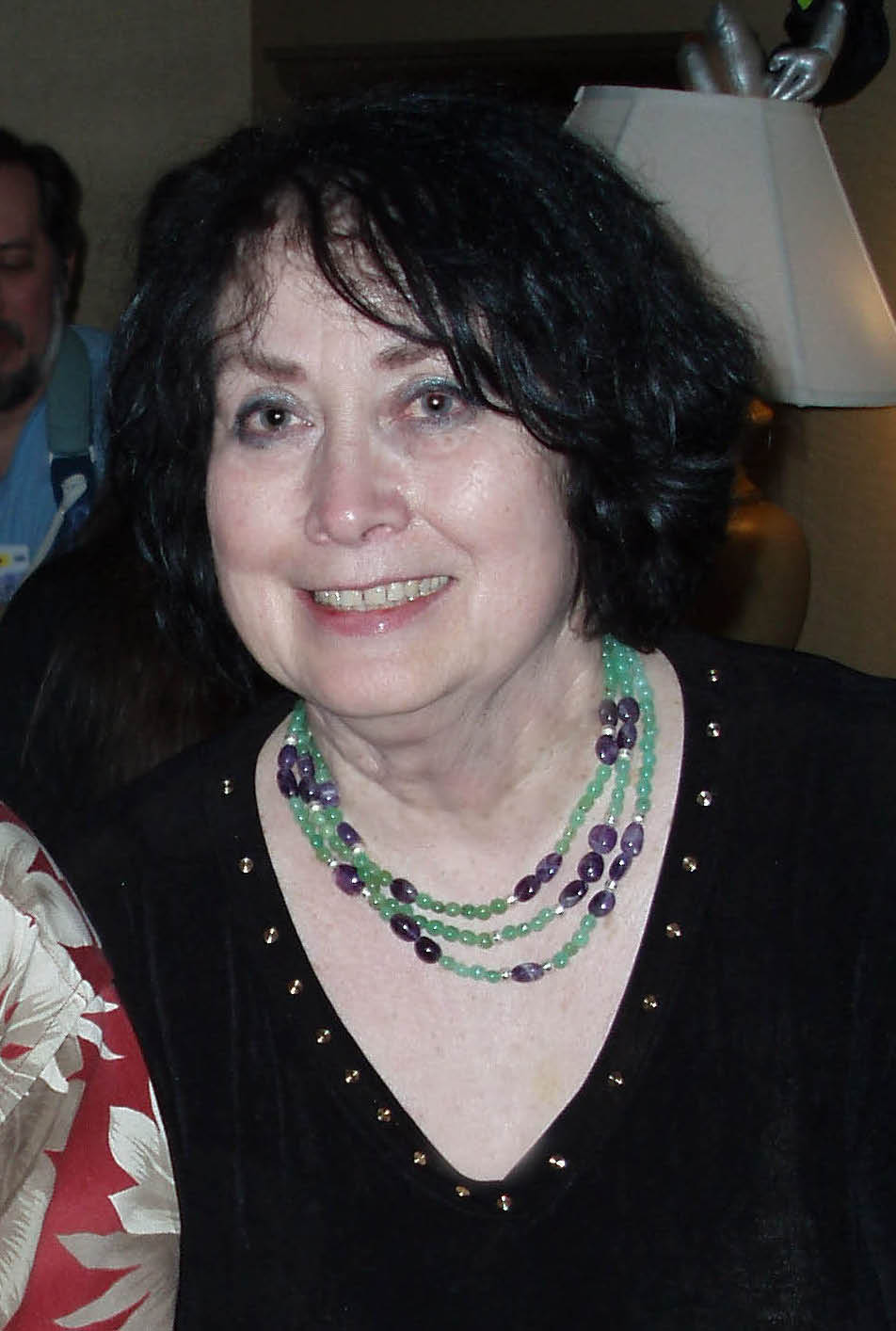
C. J. Cherryh (* 1942)

- 1926: Frank Morris, US-amerikanischer Krimineller
- 1926: Stanley Cavell, US-amerikanischer Philosoph
- 1927: Wolfgang Klafki, deutscher Erziehungswissenschaftler
- 1928: Eduard Melkus, österreichischer Violinist und Bratschist
- 1928: Siegfried Vollrath, deutscher Fußballspieler und -trainer
- 1929: Anne Ramsey, US-amerikanische Schauspielerin
- 1929: Kostas Paskalis, griechisch-österreichischer Opernsänger
- 1930: Charles Correa, indischer Architekt und Stadtplaner
- 1930: Dick Raaijmakers, niederländischer Komponist, Performance- und Installationskünstler
- 1930: Michel Serres, französischer Philosoph
- 1930: Horst Skerra, deutscher Offizier, Oberbefehlshaber der Landstreitkräfte in der DDR
- 1931: Boxcar Willie, US-amerikanischer Musiker
- 1931: Friedrich Kurrent, österreichischer Architekt und Autor
- 1931: Michael O. Rabin, israelischer Informatiker
- 1931: Martin Stade, deutscher Schriftsteller
- 1933: Gene Harris, US-amerikanischer Jazzpianist
- 1933: Erhard Ragwitz, deutscher Musikwissenschaftler, Komponist und Hochschullehrer
- 1933: Ann Richards, US-amerikanische Politikerin, Gouverneurin von Texas
- 1933: Conway Twitty, US-amerikanischer Musiker
- 1934: Horst Callies, deutscher Althistoriker
- 1934: Paolo Sardi, italienischer Erzbischof und Vizecamerlengo
- 1935: Seiji Ozawa, japanischer Dirigent und Komponist
- 1936: Michel Crippa, Schweizer Manager
- 1936: Herbert Kästner, deutscher Mathematiker, Autor, Herausgeber und Bibliophiler
- 1936: Clemens Mettler, Schweizer Schriftsteller
- 1937: Karl Otto Hondrich, deutscher Soziologe
- 1937: Henrik Stangerup, dänischer Autor und Filmregisseur
- 1938: Per Kirkeby, dänischer Maler und Bildhauer, Architekt und Dichter
- 1938: Guy Kirsch, Luxemburger Wirtschafts- und Sozialwissenschaftler
- 1939: Heinrich Messner, österreichischer Skirennläufer
- 1939: Lily Tomlin, US-amerikanische Schauspielerin, Autorin und Produzentin
- 1940: Annie Ernaux, französische Schriftstellerin
- 1940: János Galambos, ungarischer Mathematiker
- 1941: Julia Varady, ungarisch-deutsche Opernsängerin
- 1942: António Lobo Antunes, portugiesischer Schriftsteller
- 1942: C. J. Cherryh, US-amerikanische Schriftstellerin
- 1943: Gerhard Aigner, deutscher Fußballfunktionär
- 1943: Achatz von Müller, deutscher Historiker
- 1943: Teresa Tutinas, polnische Schlagersängerin
- 1944: Margot Busse, deutsche Schauspielerin
- 1944: Nina Lizell, schwedische Schlagersängerin
- 1944: Leonard Slatkin, US-amerikanischer Dirigent
- 1945: Mustafa Balel, türkischer Schriftsteller
- 1945: Nadeem Elyas, saudi-arabischer Islamwissenschaftler und Mediziner
- 1945: Abed Rabbo Mansur Hadi, jemenitischer Politiker und Generalmajor
- 1945: Ekkehardt Gahntz, deutscher Journalist und Moderator
- 1946ː Susan Backlinie, US-amerikanische Schauspielerin
- 1946: Barry Gibb, britisch-australischer Sänger, Komponist und Produzent (Bee Gees)
- 1946: Bernd Kiesheyer, deutscher Brigadegeneral
- 1946: Roh Moo-hyun, südkoreanischer Politiker, Staatspräsident
- 1946: Erich Schärer, Schweizer Bobfahrer
- 1947: Batya Gur, israelische Schriftstellerin
- 1947: Rolf Kutzmutz, deutscher Politiker
- 1947ː Christiane Ufholz, deutsche Rock-, Jazz- und Bluessängerin
- 1948: Jürgen Fitschen, deutscher Bankmanager
- 1948: Andrzej Rapacz, polnischer Biathlet
- 1948: James Rebhorn, US-amerikanischer Schauspieler
- 1949: Ronald C. Arkin, US-amerikanischer Wissenschaftler
- 1950: Wagit Jussufowitsch Alekperow, russischer Unternehmer
- 1950: Oscar Cantoni, italienischer Kardinal, Bischof von Como
- 1950: Heidemarie Ehlert, deutsche Politikerin
- 1950: Johann Gärtner, deutscher Politiker

#### 1951–1975
- 1951: Undine Kurth, deutsche Politikerin
- 1952: Ed Neumeister, US-amerikanischer Jazzposaunist
- 1952: Clemente Rojas, kolumbianischer Boxer
- 1953: Ahmad Schah Massoud, afghanischer Mujaheddin-Kämpfer

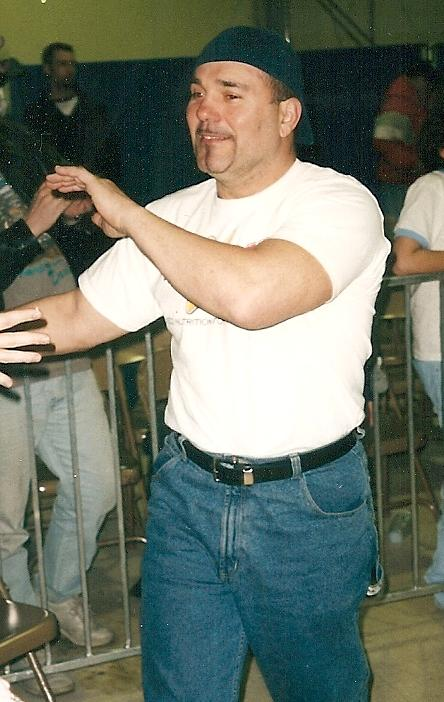
Rocco Rock (* 1953)

- 1953: Rocco Rock, US-amerikanischer Wrestler
- 1954: Ella Milch-Sheriff, israelische Komponistin
- 1954: Axel Troost, deutscher Politiker
- 1954: Danuta Harrich-Zandberg, deutsche Dokumentarfilmerin
- 1955: Maureen George, simbabwische Hockeyspielerin
- 1955: Gerd Strack, deutscher Fußballspieler
- 1956: Emil Andreew, bulgarischer Schriftsteller
- 1956: Georg Jungmann, deutscher Politiker
- 1957: Gloria Estefan, kubanische Sängerin
- 1957: Bruce Foxton, britischer Musiker

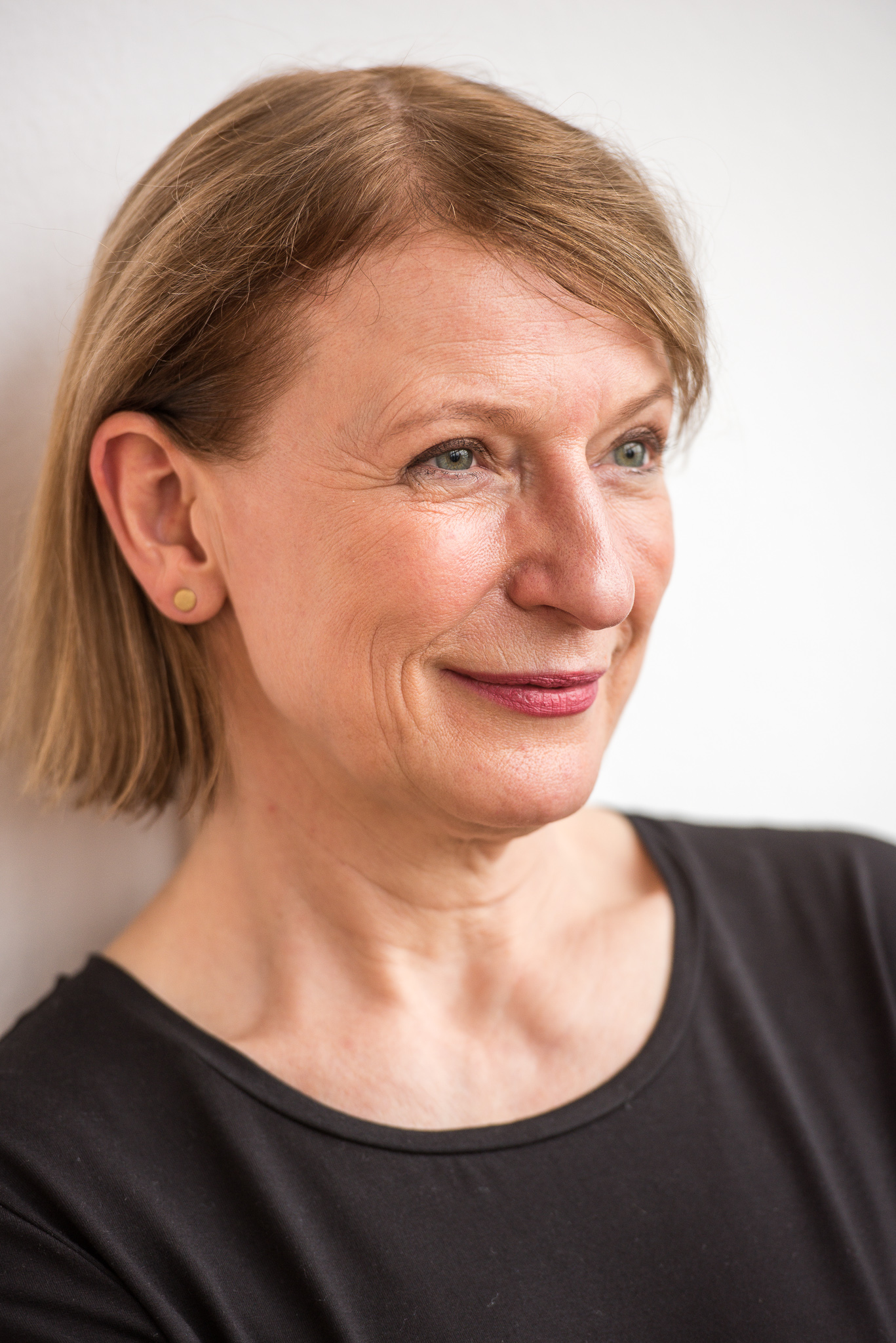
Dagmar Manzel (* 1958)

- 1958: Dagmar Manzel, deutsche Schauspielerin
- 1958: Susanne Melior, deutsche Politikerin
- 1959: Simone Ritscher, deutsche Theater- und Fernsehschauspielerin
- 1959: Reinhard Zinkann junior, deutscher Unternehmer
- 1960: Joachim Masannek, deutscher Kinderbuchautor
- 1960: Joseph Williams, US-amerikanischer Rocksänger
- 1960: Ralf Aussem, deutscher Fußballspieler
- 1961: Gitta Schüßler, deutsche Politikerin
- 1961: Scott Bigelow, US-amerikanischer Profiwrestler
- 1962: Ruud Gullit, niederländischer Fußballspieler und -trainer

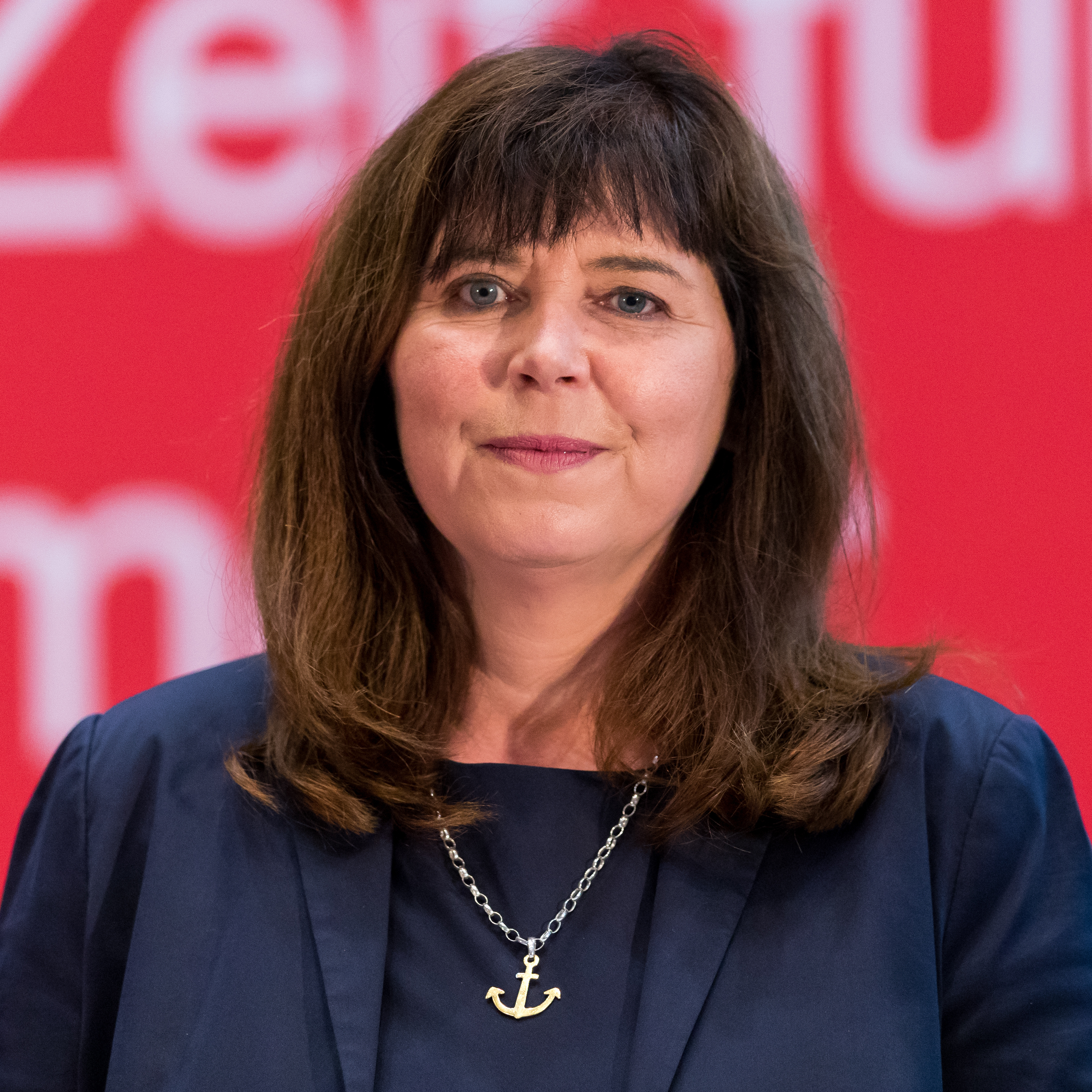
Jutta Steinruck (* 1962)

- 1962: Jutta Steinruck, deutsche Politikerin
- 1963: Christopher Ferguson, US-amerikanischer Astronaut
- 1963: Rich Chernomaz, kanadischer Eishockeyspieler und-trainer
- 1965: Craig McLachlan, australischer Schauspieler und Sänger
- 1965: Ronny Teuber, deutscher Fußballspieler
- 1966: Katja Bienert, deutsche Schauspielerin
- 1966: Tim Hardaway, US-amerikanischer Basketballspieler
- 1967: Andreas Maier, deutscher Schriftsteller
- 1967: Steve Pemberton, britischer Schauspieler, Komiker und Autor
- 1967: Carl-Uwe Steeb, deutscher Tennisprofi
- 1968: Mohammed Atta, ägyptischer Terrorist
- 1968: Franck Lagorce, französischer Automobilrennfahrer
- 1968: Karim Wade, senegalesischer Banker und ehemaliger Politiker der Parti Démocratique Sénégalais (PDS)
- 1969: Henning Berg, norwegischer Fußballspieler
- 1970: Sabine Scho, deutsche Schriftstellerin
- 1971: Ricardo Chavira, US-amerikanischer Schauspieler
- 1971: Frank Fischöder, deutscher Eishockeytrainer
- 1971: Hakan Şükür, türkischer Fußballspieler

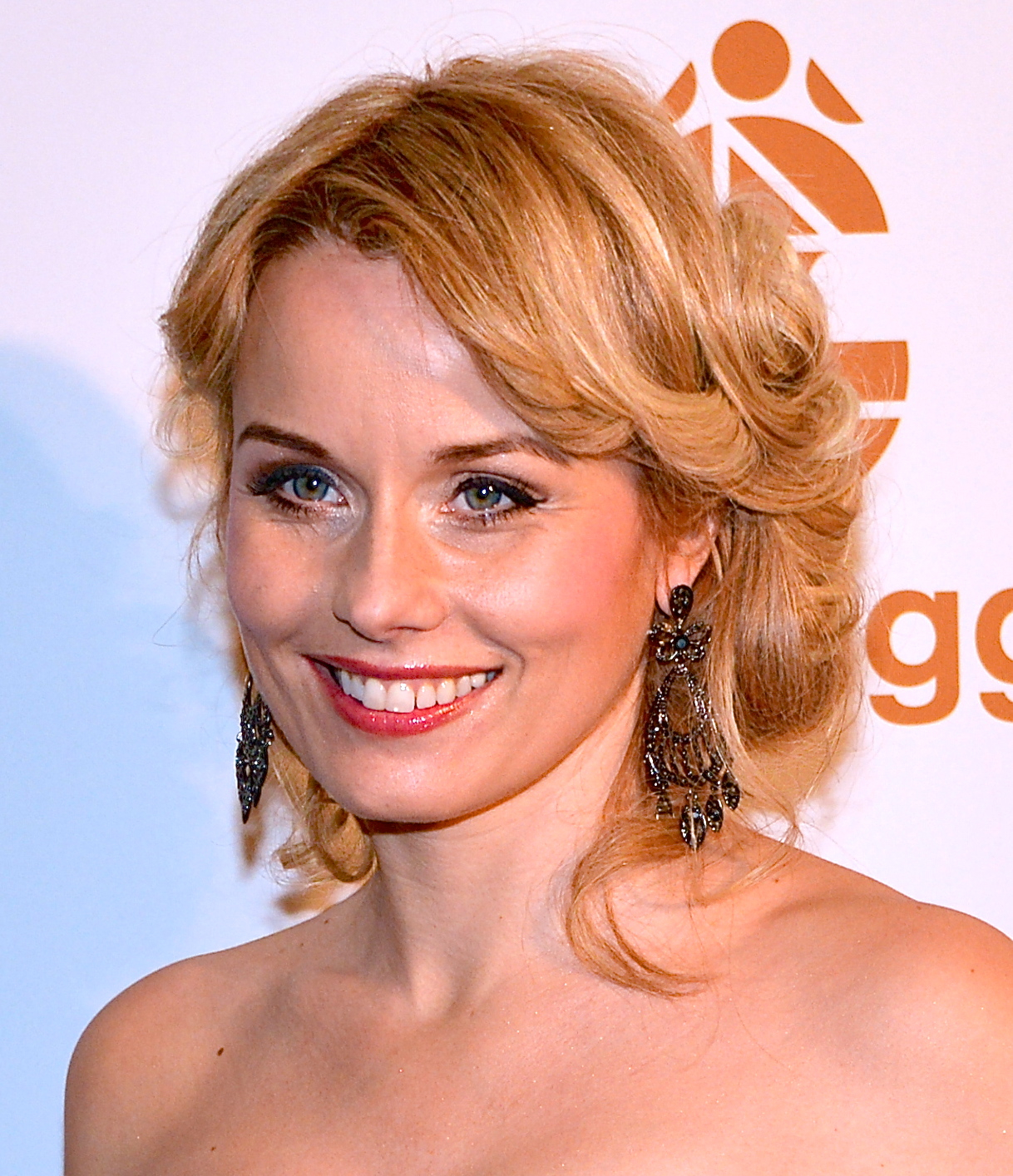
Helena af Sandeberg (* 1971)

- 1971: Helena af Sandeberg, schwedische Filmschauspielerin
- 1971: Luci van Org, deutsche Moderatorin, Schauspielerin und Sängerin
- 1972: Peter Adolphsen, dänischer Schriftsteller
- 1973: Simon Shaw, englischer Rugbyspieler
- 1974: Isaac Asare, ghanaischer Fußballspieler
- 1974: Clemens Prokop, deutscher Musikkritiker und Autor
- 1974: Jhonen Vasquez, US-amerikanischer Comic-Zeichner
- 1975: Dudley Dorival, haitianischer Leichtathlet
- 1975: Dario Pieri, italienischer Radrennfahrer
- 1975: Fabien Rohrer, Schweizer Snowboarder
- 1975: Scott Speedman, US-amerikanischer Schauspieler
- 1975: Richard Ulfsäter, schwedischer Schauspieler

#### 1976–2000

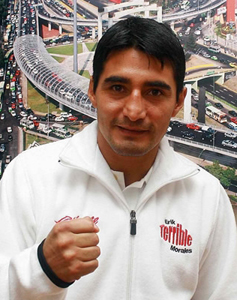
Erik Morales (* 1976)

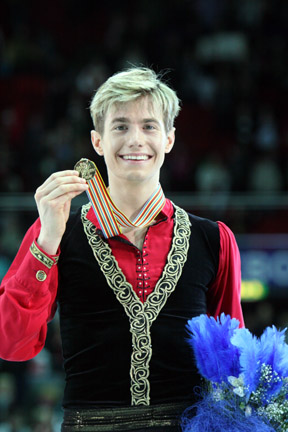
Jeffrey Buttle (* 1982)

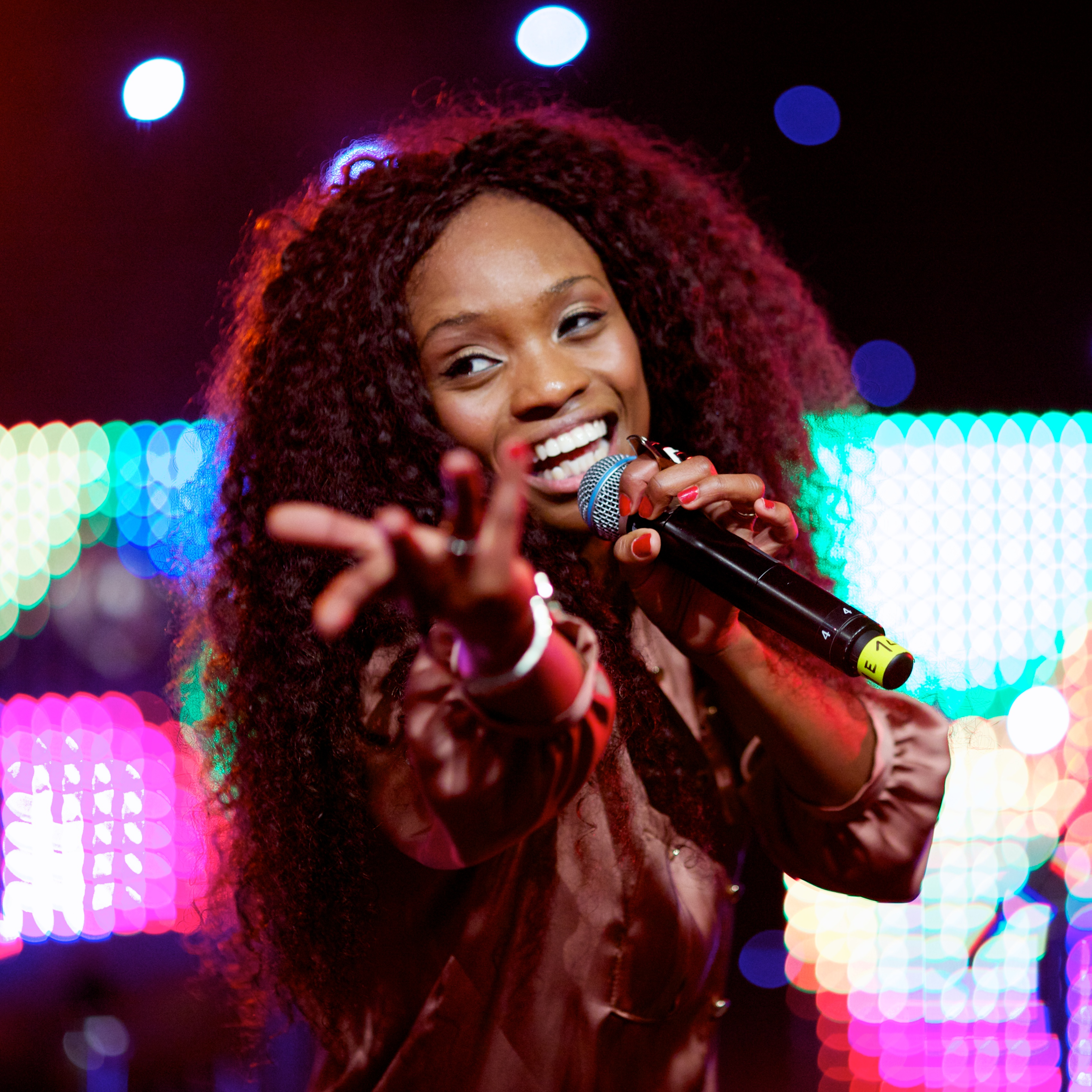
Stella Mwangi (* 1986)

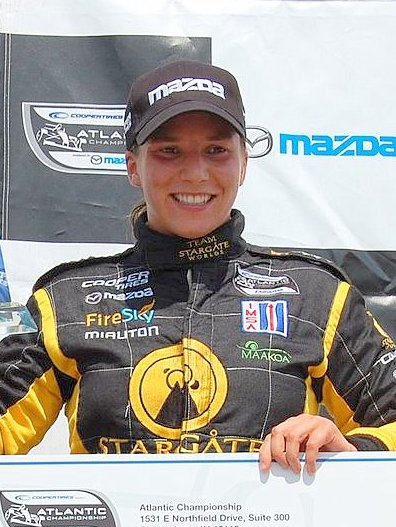
Simona de Silvestro (* 1988)

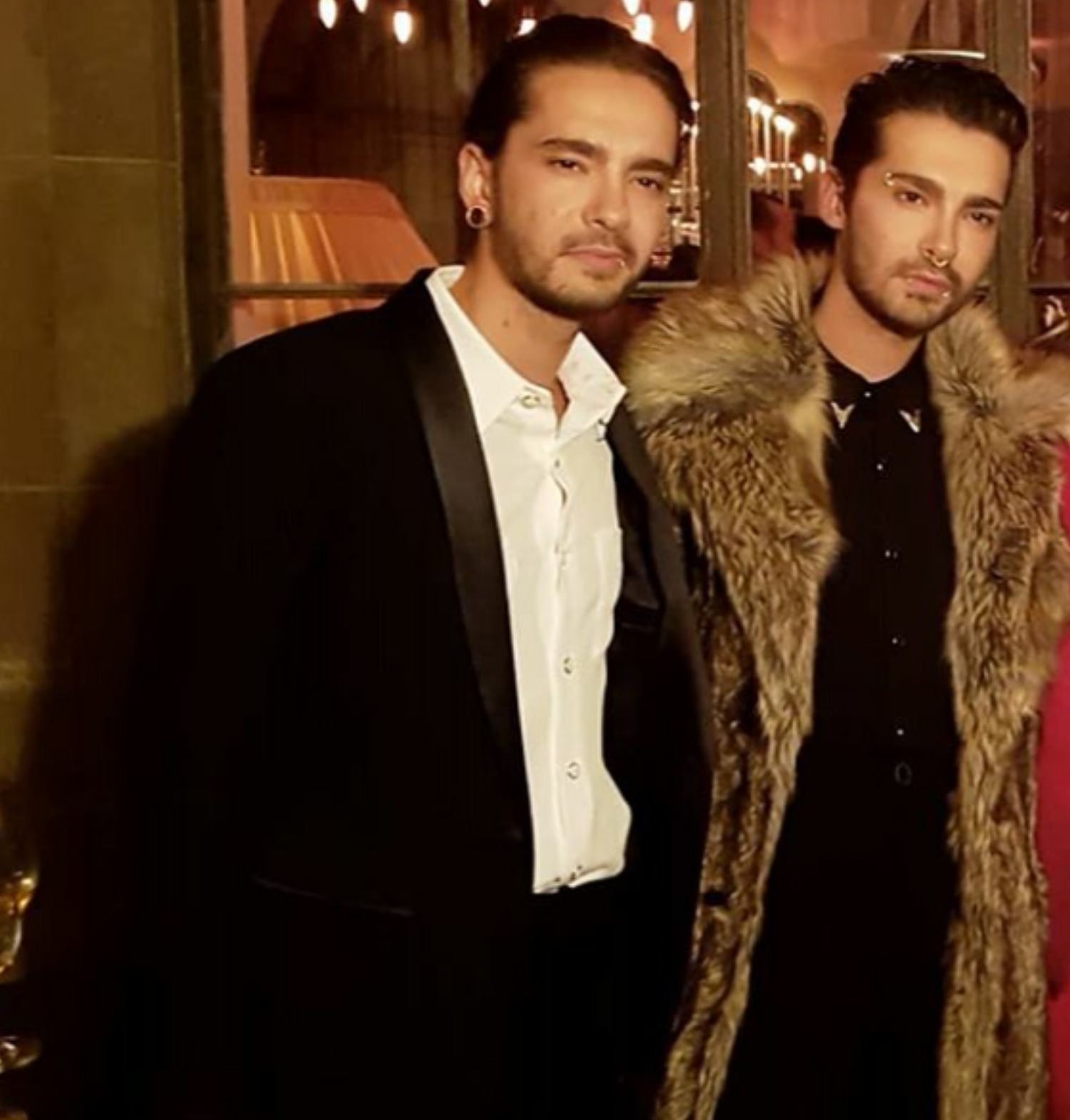
Tom und Bill Kaulitz (* 1989)

- 1976: Mauro Cantoro, argentinisch-polnischer Fußballspieler
- 1976: Jada Fire, US-amerikanische Pornodarstellerin
- 1976: Erik Morales, mexikanischer Boxer
- 1977: David Albelda, spanischer Fußballspieler
- 1977: Linda Jap Tjoen San, niederländische Schachspielerin
- 1977: David Rott, deutscher Schauspieler
- 1978: Rubén Lobato, spanischer Radrennfahrer
- 1978: Massimiliano Vieri, australisch-italienischer Fußballspieler
- 1979: Katja Benrath, deutsche Schauspielerin und Regisseurin
- 1979: Jan Hoffmann, deutscher Fußballspieler
- 1979: Karam Ibrahim, ägyptischer Ringer
- 1980: Edgar Álvarez, honduranischer Fußballspieler
- 1980: Sammy Adjei, ghanaischer Fußballspieler
- 1981: Clinton Portis, US-amerikanischer American-Football-Spieler
- 1981: Michael Maze, dänischer Tischtennisspieler
- 1982: Ali bin Chalid Al Thani, katarischer Springreiter
- 1982: Jeffrey Buttle, kanadischer Eiskunstläufer
- 1982: Peter van Merksteijn junior, niederländischer Rallyefahrer
- 1983: José Antonio Reyes, spanischer Fußballspieler
- 1983: Riccardo Riccò, italienischer Radrennfahrer
- 1984: Joe Trohman, US-amerikanischer Gitarrist
- 1985: François Fargère, französischer Schachspieler
- 1986: Gaël Monfils, französischer Tennisspieler
- 1986: Stella Mwangi, kenianisch-norwegische Hip-Hopperin und Sängerin
- 1987: Ramon Leeuwin, niederländischer Fußballspieler
- 1987: Christian Träsch, deutscher Fußballspieler
- 1988: Sergio Ariel Escudero, japanischer Fußballspieler
- 1988: Simona de Silvestro, Schweizer Automobilrennfahrerin
- 1988: Almog Cohen, israelischer Fußballspieler
- 1989: Aron Rafn Eðvarðsson, isländischer Handballspieler
- 1989: Max Franz, österreichischer Skirennläufer
- 1989: Bill Kaulitz, deutscher Sänger (Tokio Hotel)
- 1989: Tom Kaulitz, deutscher Musiker (Tokio Hotel)
- 1989: Daniel Sturridge, englischer Fußballspieler
- 1991: Irina Igorewna Antonenko, russisches Model
- 1993: Jan Kliment, tschechischer Fußballspieler
- 1993: Mario Lemina, gabunisch-französischer Fußballspieler
- 1993: Megan Nicole, US-amerikanische Singer-Songwriterin, Schauspielerin und Model
- 1993: Sergio Rico, spanischer Fußballspieler
- 1994: Bianca Ryan, US-amerikanische Sängerin
- 1994: Carlos Sainz junior, spanischer Automobilrennfahrer
- 1994: Taddl, deutscher Webvideo-Produzent
- 1995: Katharina Bauer, deutsche Bogenschützin
- 1995: Loredana, deutschsprachige Rapperin aus der Schweiz
- 1995: Mavi Phoenix, österreichischer Musiker
- 1996: Edward Dunbar, irischer Radrennfahrer
- 1996: Zendaya, US-amerikanische Schauspielerin
- 1997: Jung Kook, südkoreanischer Sänger, Songwriter und Tänzer
- 1997: Joan Mir, spanischer Motorradrennfahrer

### 21. Jahrhundert
- 2001: Runar Hauge, norwegischer Fußballspieler
- 2001: Daria Vivien Wolf, deutsche Schauspielerin und Sprecherin

## Gestorben

### Vor dem 16. Jahrhundert
- 0672: Rekkeswinth, König der Westgoten
- 0794: Turpin, Erzbischof von Reims
- 0799: Gerold, Präfekt von Baiern und des Ostlandes
- 0799: Mūsā al-Kāzim, siebter Imam der Schiiten
- 1039: Gonçalo Trastamires, Ritter und Regent der Reconquista
- 1063: Engelhard, Erzbischof von Magdeburg
- 1067: Balduin V., Graf von Flandern
- 1097: Wilhelm, normannischer Kreuzritter aus Apulien
- 1126: Swatawa von Polen, böhmische Königin
- 1159: Hadrian IV., Papst
- 1161: Melisende, Königin von Jerusalem
- 1176: Maurice FitzGerald, cambro-normannischer Adliger
- 1198: Dulce von Barcelona, portugiesische Königin
- 1210: Nur ad-Din Muhammad, Imam der Nizariten (Assassinen)
- 1215: Otto I. von Geldern, Bischof von Utrecht
- 1224: Gislebert von Mons, hennegauischer Chronist
- 1250: William of Raleigh, Bischof von Norwich und Winchester

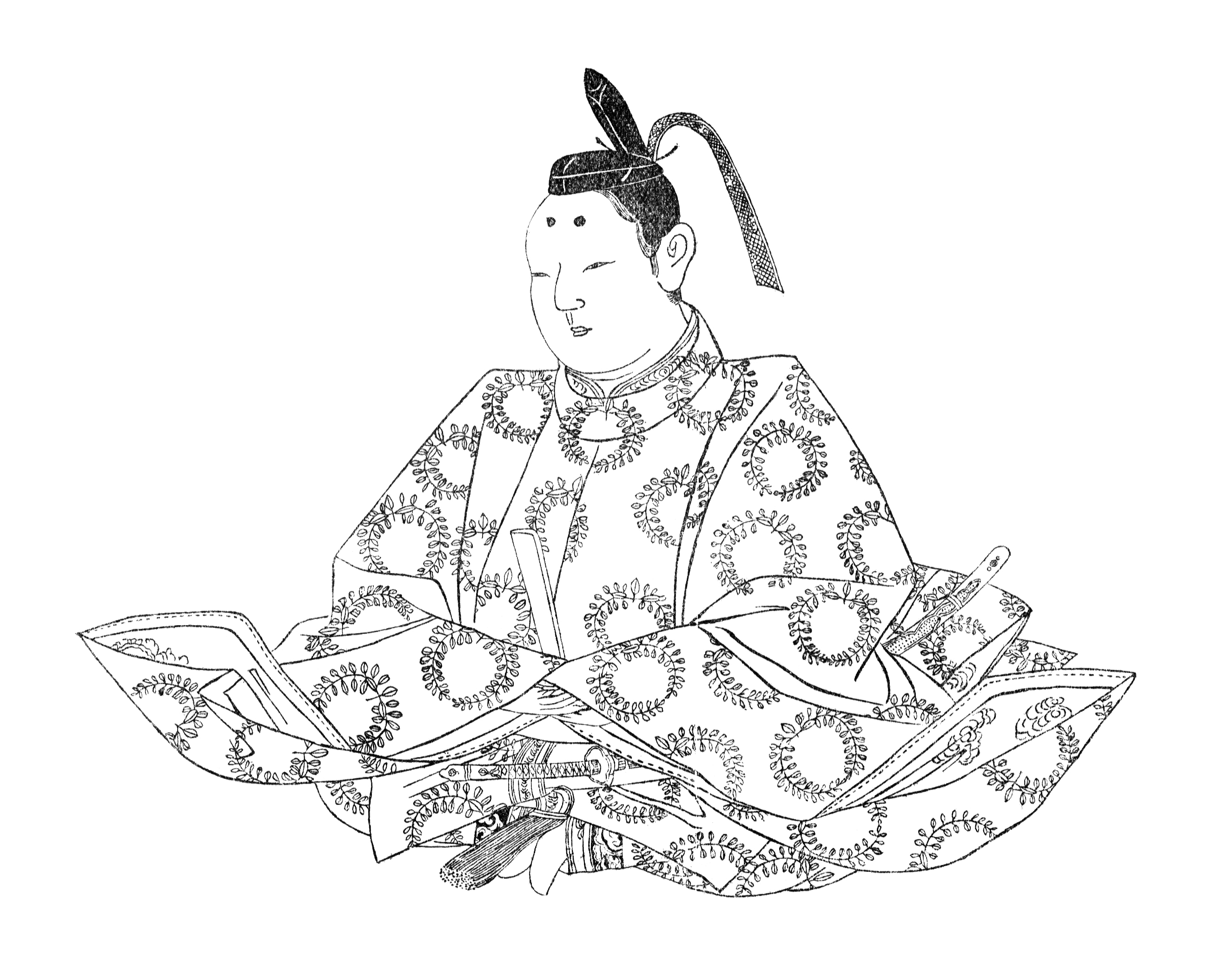
Kujō Yoritsune († 1256)

- 1256: Kujō Yoritsune, Shogun des Kamakura-Shogunates in Japan
- 1274: Douceline von Digne, christliche Mystikerin
- 1322: Robert III., Graf von Flandern
- 1327: Foulques de Villaret, Großmeister des Johanniterordens
- 1339: Heinrich XIV., Herzog von Niederbayern
- 1344: Nikolaus von Banz, Administrator von Breslau
- 1362: Mary of Lancaster, englische Adelige
- 1375: Philippe de Valois, duc d’Orléans, Herzog von Orléans und der Touraine
- 1389: Johann I. von Rosenberg, böhmischer Adeliger
- 1414: William de Ros, 6. Baron de Ros, englischer Adeliger und Lord Treasurer
- 1462: Theobald Schweinpeck, österreichischer Bischof von Lavant
- 1478: Markus von Baden, deutscher Adeliger, Markgraf von Baden
- 1480: Ulrich V., Graf von Württemberg

### 16. bis 18. Jahrhundert
- 1502: Iio Sōgi, japanischer Dichter
- 1505: Wok II. von Rosenberg, böhmischer Adeliger
- 1507: Girolamo Basso della Rovere, Bischof von Sabina
- 1531: Johann IV., Landgraf von Leuchtenberg
- 1540: Konrad Krebs, deutscher Architekt und Baumeister
- 1541: Gül Baba, türkischer Bektaschi-Derwisch und Dichter
- 1545: François I. de Bourbon-Saint-Pol, Herzog von Estouteville, Pair von Frankreich
- 1552: Ștefan Rareș, Woiwode des Fürstentums Moldau

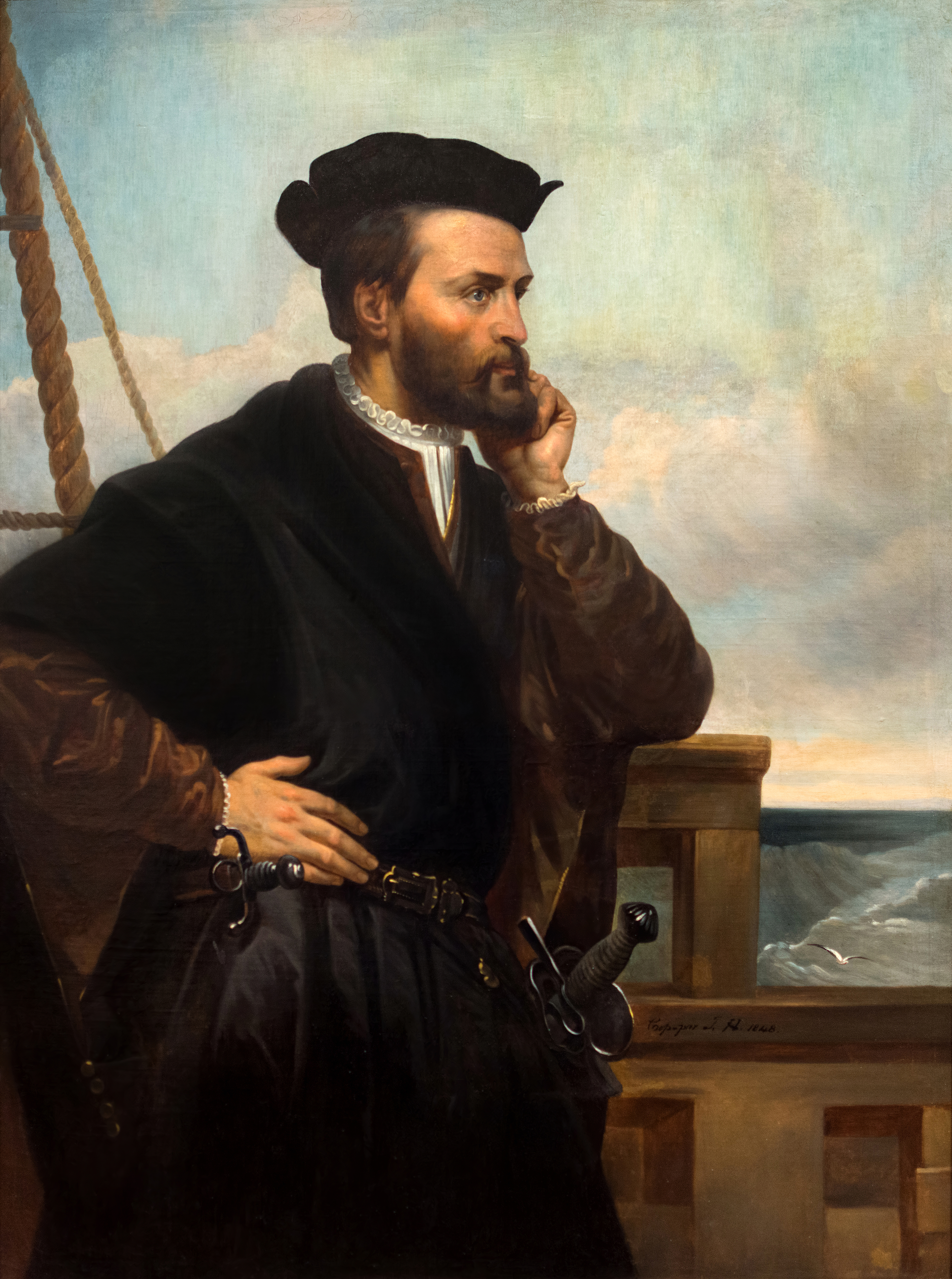
Jacques Cartier († 1557)

- 1557: Jacques Cartier, französischer Entdecker und Seefahrer
- 1574: Amar Das, Guru der Sikhs
- 1574: Ludwig zu Stolberg, Graf von Königstein
- 1595: Elisabeth Magdalene von Brandenburg, Markgräfin von Brandenburg und Herzogin von Braunschweig-Lüneburg
- 1599: Cornelis de Houtman, niederländischer Seefahrer
- 1600: Thaddaeus Hagecius, tschechischer Astronom und Leibarzt Rudolfs II.
- 1603: Barnim X., Herzog von Pommern
- 1648: Marin Mersenne, französischer Mathematiker und Theologe
- 1674: Auguste Magdalene von Hessen-Darmstadt, deutsche Dichterin
- 1678: Jan Brueghel der Jüngere, niederländischer Maler
- 1680: Anna Sophia von Pfalz-Zweibrücken-Birkenfeld, Äbtissin des Stifts Quedlinburg
- 1680: Johann Georg II., Kurfürst von Sachsen
- 1700: Johann Ritter, Lübecker Bürgermeister
- 1702: Heinrich Schlumpf, Schweizer Bürgermeister und Tagsatzungsgesandter

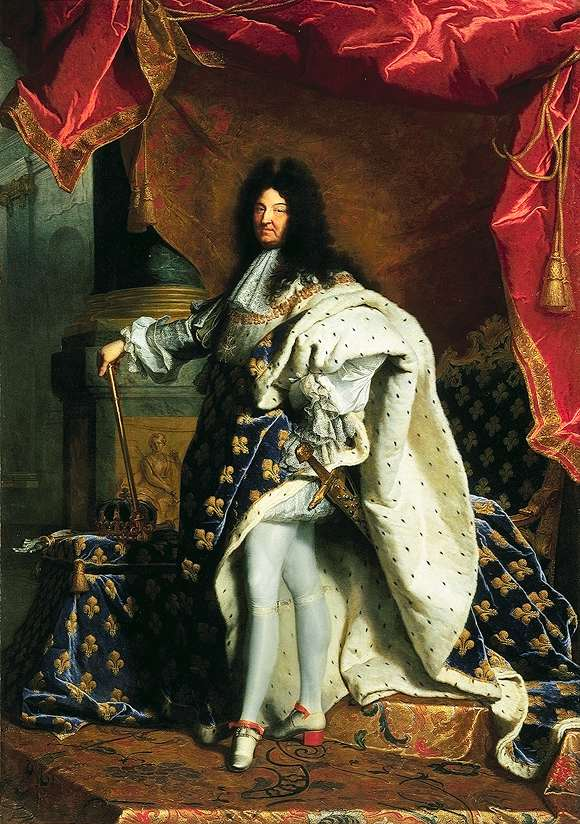
Ludwig XIV. († 1715)

- 1715: Ludwig XIV., französischer König
- 1715: François Girardon, französischer Bildhauer
- 1716: Heinrich Meißner, Hamburger Rechenmeister und Gründer der Mathematischen Gesellschaft in Hamburg
- 1720: John Leake, englischer Admiral
- 1729: Richard Steele, irischer Schriftsteller und Herausgeber
- 1731: Pierre Danican Philidor, französischer Komponist
- 1739: Johann Gottfried Kraus, deutscher Rechtswissenschaftler
- 1744: Friedrich Anton, Fürst von Schwarzburg-Rudolstadt
- 1756: Emanuel Wohlhaupter, böhmischer Maler

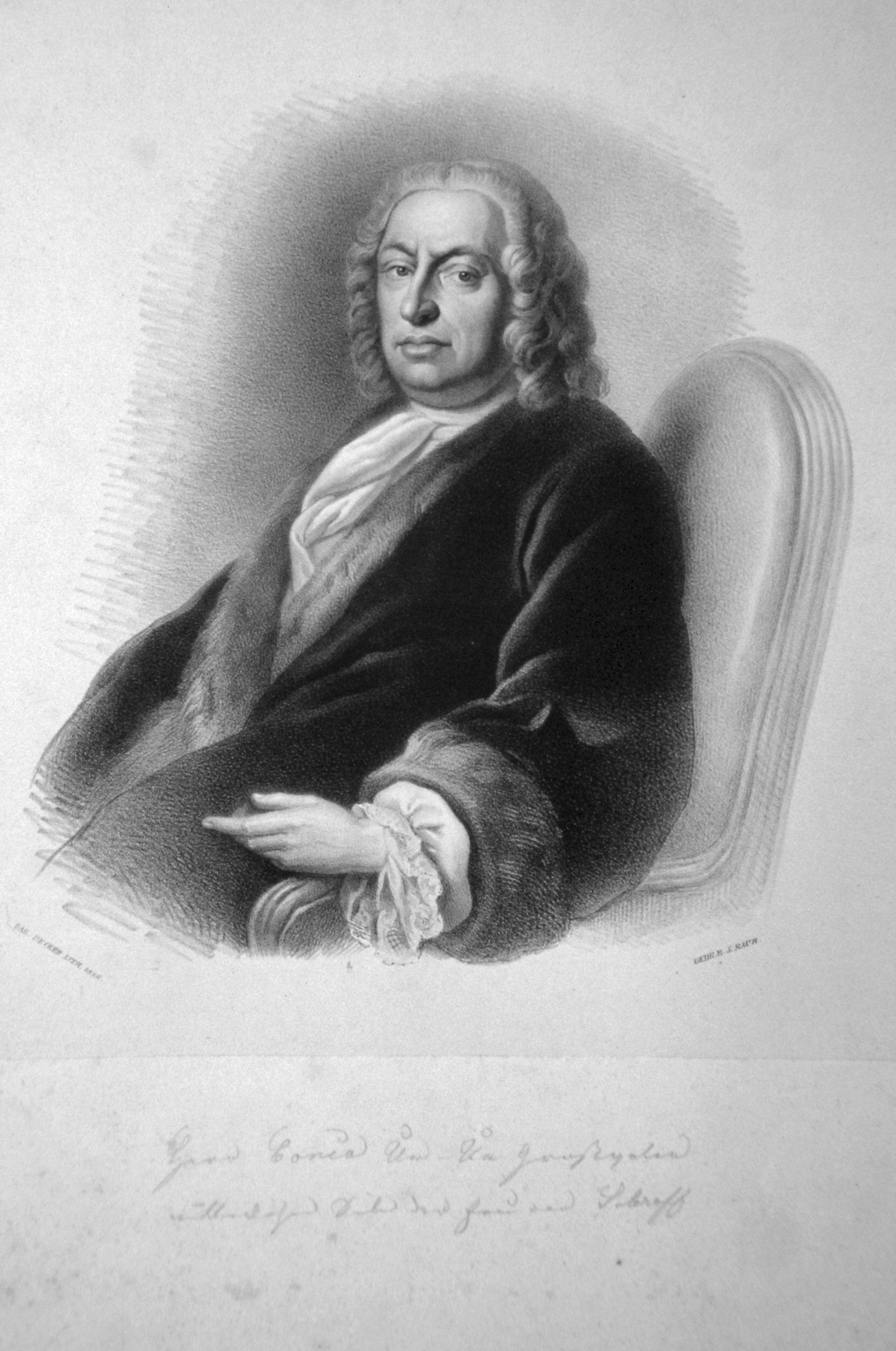
Sebastiano Conca († 1764)

- 1764: Sebastiano Conca, italienischer Maler
- 1766: Peter Anich, österreichischer Kartograf und Pionier der Hochgebirgskartografie
- 1767: Johann Gottfried Arndt, livländischer Historiker
- 1773: John Tarleton, britischer Kaufmann und Bürgermeister von Liverpool
- 1776: Ludwig Hölty, deutscher Dichter
- 1777: Johann Ernst Bach, deutscher Komponist
- 1778: Ferenc Babai, römisch-katholischer Geistlicher und Historiker
- 1784: Johann Christoph Stockhausen, deutscher Pädagoge und lutherischer Theologe
- 1790: Adrian Andreas Pfannenschmidt, deutscher Unternehmer
- 1793: Johann Friedrich von Tröltsch, deutscher Jurist
- 1798: Christian Friedrich Exner, deutscher Baumeister

### 19. Jahrhundert
- 1813: Edmé-Martin Vandermaesen, französischer General
- 1814: Erik Tulindberg, finnischer Komponist
- 1828: John Taylor Gilman, US-amerikanischer Politiker
- 1831: Balthasar Alexis Henri Antoine von Schauenburg, französischer General
- 1831: José de la Torre Ugarte, peruanischer Jurist und Lyriker

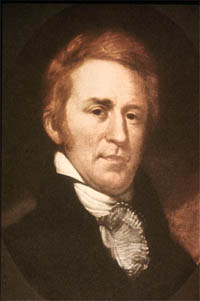
William Clark († 1838)

- 1838: William Clark, US-amerikanischer Soldat und Entdecker
- 1840: Marie Schellinck, belgisch-französische Soldatin
- 1842: Edward Somerset, britischer Kavalleriegeneral
- 1849: Pawel Wassiljewitsch Tschitschagow, russischer Admiral
- 1850: Karl Friedrich von Gärtner, deutscher Botaniker und Arzt
- 1853: Adolf Asher, deutscher Buchhändler, Antiquar, Verleger und Bibliograph
- 1855: Bernhard Thiersch, deutscher Gymnasiallehrer, Dichter des Preußenliedes
- 1856: Christoph Karl Julius Asschenfeldt, deutscher Kirchenlieddichter
- 1856: Christian Friedrich Bernhard Augustin, deutscher Theologe, Schriftsteller und Historiker
- 1866: Eugène Walckiers, französischer Flötist und Komponist
- 1867: Edward Hodges, US-amerikanischer Organist und Komponist

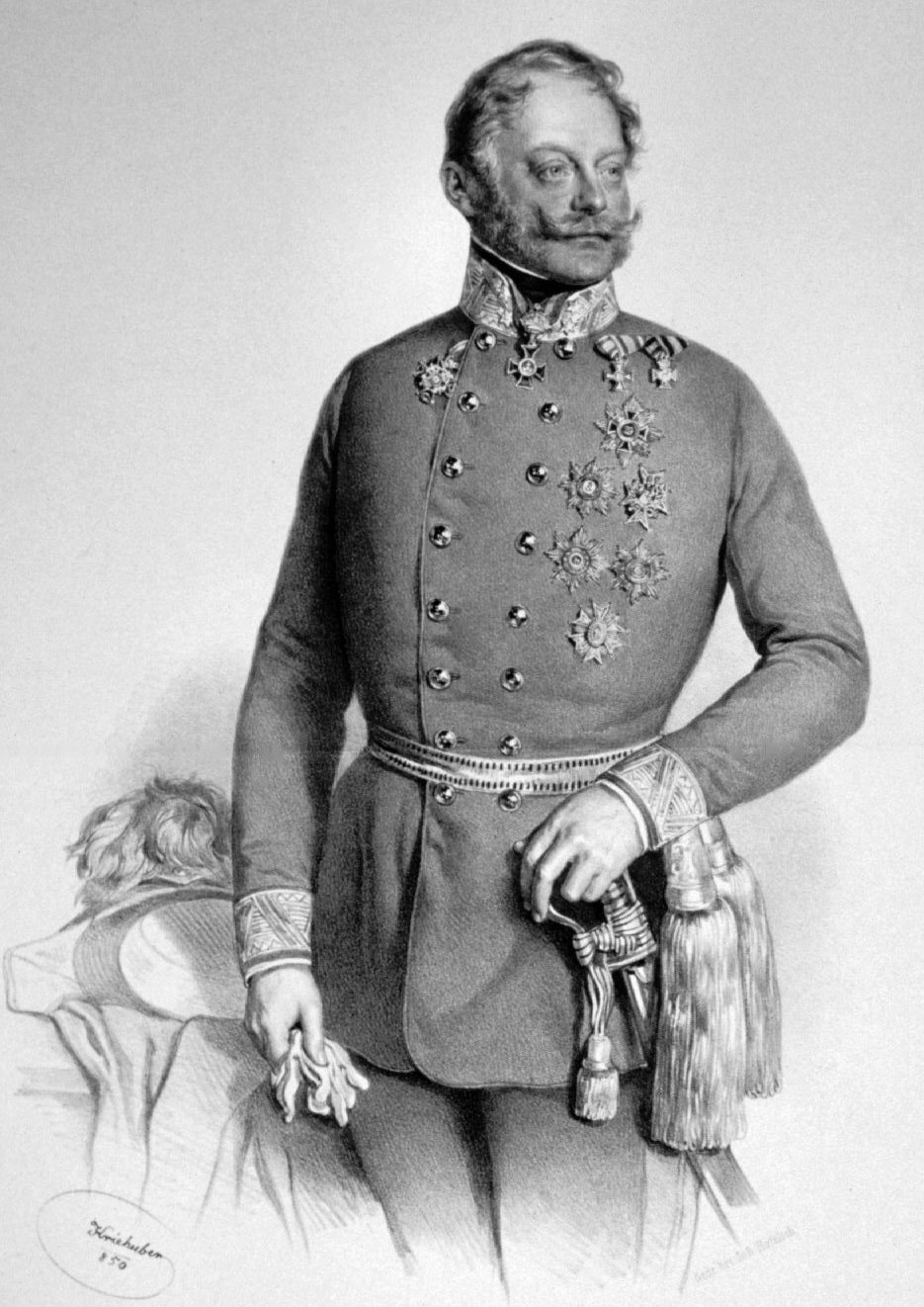
Ferenc József Gyulay († 1868)

- 1870: Charles-Joseph de Flahaut, französischer General und Politiker
- 1870: Joseph Anton von Maffei, deutscher Industrieller, Eisenbahnfabrikant
- 1870: Otto Wigand, deutscher Verleger und Politiker
- 1871: Ernst Friedrich Gelpke, Schweizer evangelischer Geistlicher und Hochschullehrer
- 1878: Adolf Breymann, deutscher Bildhauer
- 1879: Sixt Karl Kapff, deutscher Theologe und Pietist
- 1889: Christian Selmer, norwegischer Jurist und Politiker
- 1894: Nathaniel Prentiss Banks, US-amerikanischer Politiker
- 1896: Joseph Ignaz von Ah, Schweizer katholischer Priester, Zeitungsmann und Schriftsteller
- 1896: Johann Evangelist Habert, österreichischer Kirchenmusiker und Komponist
- 1897: Tommaso Vallauri, italienischer Philologe und Professor der Rhetorik

### 20. Jahrhundert

#### 1901–1950

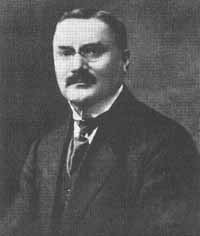
August Stramm († 1915)

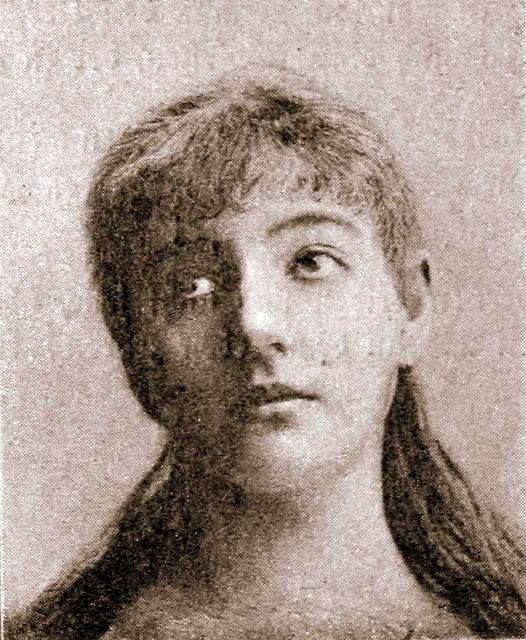
Irene Abendroth († 1932)

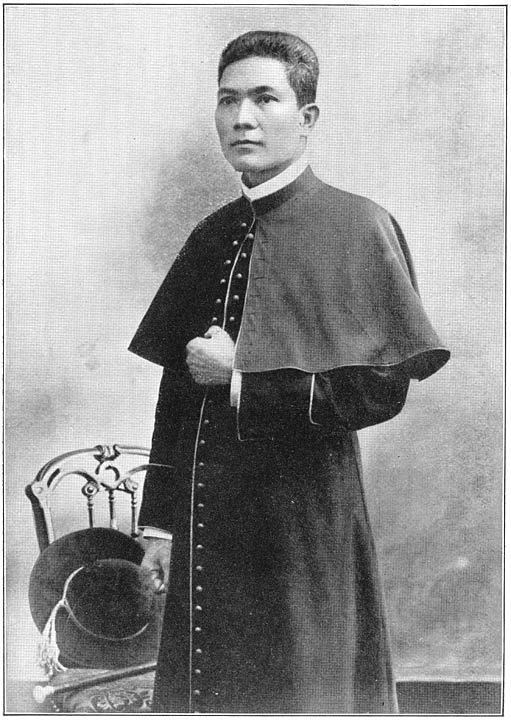
Gregorio Aglipay († 1940)

- 1904: Josef Srb-Debrnov, tschechischer Musikhistoriker, Publizist und Komponist
- 1906: Giuseppe Giacosa, italienischer Librettist
- 1910: Alexander Michailowitsch Saizew, russischer Chemiker
- 1915: August Stramm, deutscher Dichter und Dramatiker des Expressionismus
- 1924: Joseph Henry Blackburne, britischer Schachgroßmeister
- 1926: Joseph Franz Hubert Fluthgraf, deutscher Kommunalpolitiker und Jurist
- 1926: John Hunn, US-amerikanischer Politiker
- 1928: Gottfried Zumoffen, Schweizer Jesuit und Archäologe
- 1929: Stanisław Barcewicz, polnischer Pianist, Kammermusiker, Dirigent und Musikpädagoge
- 1932: Irene Abendroth, österreichische Sängerin
- 1932: Santos Cifuentes, kolumbianischer Komponist
- 1933: José Mercedes Ortega, chilenischer Maler
- 1933: Christian Schreiber, deutscher Geistlicher
- 1939: Heinrich Messner, österreichischer Skirennläufer
- 1940: Gregorio Aglipay, philippinischer Geistlicher
- 1940: Ludwig Edenhofer junior, deutscher Orgelbauer und Cellist
- 1942: Ludwig Pfältzer, deutscher Kriegsdienstverweigerer und NS-Opfer
- 1943: Charles Atangana, kamerunischer Politiker
- 1947: Marius Anton von Attems-Heiligenkreuz, österreichischer Statthalter von Dalmatien
- 1948: Thomas Parnell, australischer Physiker

#### 1951–2000
- 1951: Wols, deutscher Fotograf, Maler und Grafiker
- 1952: Kosugi Tengai, japanischer Schriftsteller

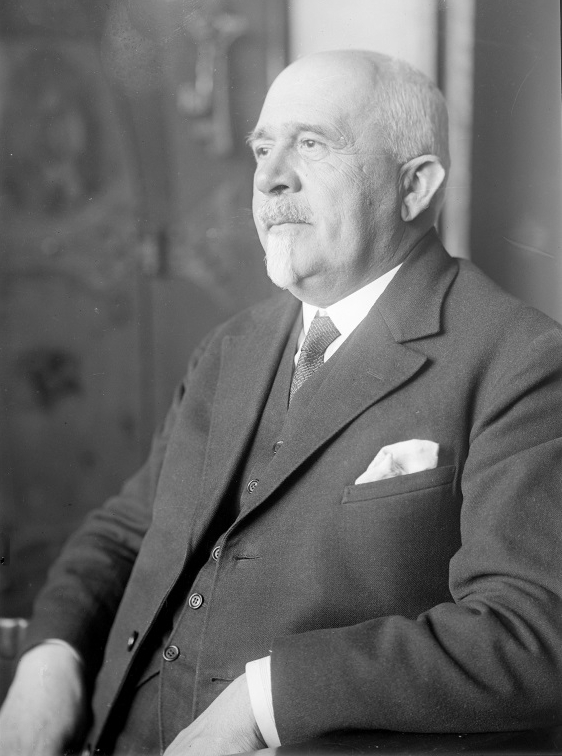
Alfons Dopsch († 1953)

- 1953: Alfons Dopsch, österreichischer Mediävist und Diplomatiker
- 1953: Jacques Thibaud, französischer Violinist
- 1954: Harry Cording, britischer Schauspieler
- 1957: Hans Ailbout, deutscher Musiker, Musikdirektor und Komponist
- 1957: Dennis Brain, britischer Hornist
- 1957: Henri Springuel, belgischer Automobilrennfahrer
- 1958: René Gaudin, französischer Automobilrennfahrer
- 1958: Walter Gmeindl, österreichischer Komponist, Chordirigent und Musikpädagoge
- 1961: Ernst-Christoph Brühler, deutscher Politiker, MdL, MdB, Fraktionsvorsitzender
- 1961: Eero Saarinen, finnischer Architekt und Designer
- 1962: Hans-Jürgen von Arnim, deutscher General
- 1965: Karl Anton Kreuter, deutscher Lehrer, Autor und Heimatforscher
- 1967: Max Behrens, deutscher Gewerkschaftsführer und Politiker, Senator von Altona, MdL
- 1967: Ilse Koch, „Hexe von Buchenwald“, Ehefrau von Karl Otto Koch, des Lagerkommandanten des KZ Buchenwald

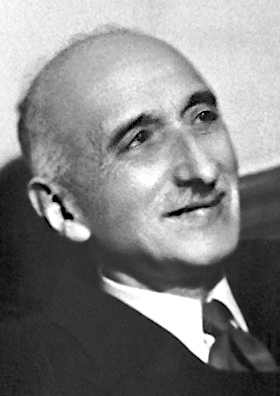
François Mauriac († 1970)

- 1970: François Mauriac, französischer Schriftsteller, Nobelpreisträger
- 1971: Willi Scharf, deutscher Geologe
- 1971: Peter Uhlig, deutscher Endurosportler
- 1972: May Aufderheide, US-amerikanische Ragtimekomponistin
- 1977: Henry Vars, US-amerikanischer Komponist polnischer Herkunft
- 1977: Ethel Waters, US-amerikanische Schauspielerin und Sängerin
- 1981: Vincenzo Agnetti, italienischer Konzeptkünstler, Fotograf, Kunsttheoretiker und Schriftsteller
- 1981: Albert Speer, deutscher Architekt, Politiker (NSDAP), MdR und hoher Funktionär während der Zeit des Nationalsozialismus
- 1982: Clifford Curzon, britischer Pianist
- 1982: Ludwig Bieberbach, deutscher Mathematiker

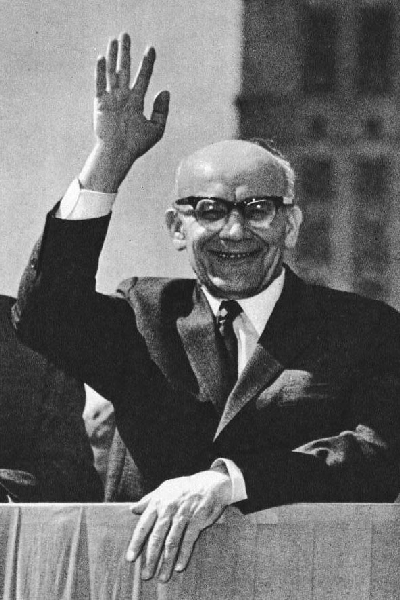
Władysław Gomułka († 1982)

- 1982: Władysław Gomułka, polnischer Politiker
- 1985: Stefan Bellof, deutscher Automobilrennfahrer
- 1986: Ruth Kommerell, deutsche Schauspielerin
- 1987: Gerhard Fieseler, deutscher Industrieller und Flugzeugkonstrukteur, Kunst- und Jagdflieger
- 1988: Luis Walter Alvarez, US-amerikanischer Physiker
- 1988: Wilfredo García, dominikanischer Fotograf
- 1989: Kazimierz Deyna, polnischer Fußballspieler
- 1991: Otl Aicher, deutscher Bildhauer, Grafiker und Gestalter
- 1992: Erich Bielka, österreichischer Diplomat
- 1993: Fritz Cremer, deutscher Bildhauer

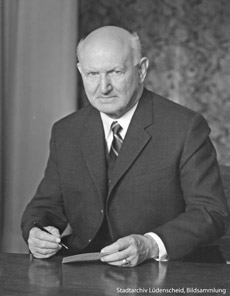
Konrad Ameln († 1994)

- 1994: Konrad Ameln, deutscher Hymnologe und Musikwissenschaftler
- 1994: Artur Balsam, US-amerikanischer Pianist und Musikpädagoge
- 1995: Gino Sopracordevole, italienischer Steuermann im Rudern
- 1996: Vagn Holmboe, dänischer Komponist
- 1997: Karl Berg, österreichischer Geistlicher
- 1997: Zoltán Czibor, ungarischer Fußballspieler
- 1998: Harry Knudsen, dänischer Ruderer
- 1998: Franz Scholz, deutscher Priester und Theologe
- 1998: Theo Schuster, deutscher Schachspieler und Schachjournalist
- 1999: Richard Stevens, US-amerikanischer Autor von Fachbüchern

### 21. Jahrhundert
- 2001: Sil Austin, US-amerikanischer Tenorsaxophonist
- 2001: Ruthild Hahne, deutsche Bildhauerin
- 2001: Tomás Pujols Sanabia, dominikanischer Journalist und Rundfunksprecher
- 2003: Rainer Malkowski, deutscher Schriftsteller
- 2003: Ramón Serrano Súñer, spanischer Politiker
- 2003: Irma Weiland, deutsche Malerin

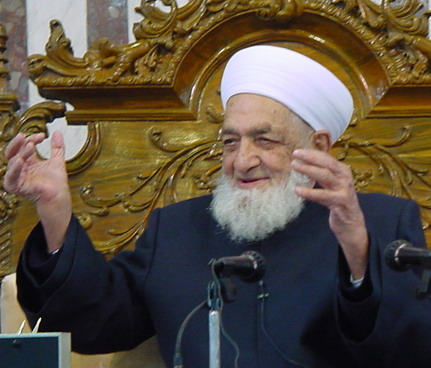
Ahmad Kuftaru († 2004)

- 2004: Ahmad Kuftaru, syrischer Großmufti
- 2004: Werner Schramm, evangelischer Theologe
- 2005: R. L. Burnside, US-amerikanischer Bluessänger
- 2005: Stefania Woytowicz, polnische Sängerin
- 2006: Pierre Monichon, französischer Musikpädagoge und -wissenschaftler, Erfinder des Harmonéon
- 2007: Columba Baumgartner, deutsche Zisterzienserin und Äbtissin
- 2007: Witold Leszczyński, polnischer Filmregisseur
- 2008: Carl Kaufmann, deutscher Leichtathlet
- 2009: Nevit Kodallı, türkischer Komponist
- 2009: Erich Kunzel, US-amerikanischer Dirigent
- 2010: Róbert Angelusz, ungarischer Soziologe und Hochschullehrer
- 2011: Kamal Salibi, libanesischer Historiker
- 2012: Klaus W. Zimmermann, deutscher Ökonom
- 2013: Pál Csernai, ungarischer Fußballspieler und -trainer
- 2013: Ole Ernst, dänischer Schauspieler
- 2013: Florencia Fabris, argentinische Sopranistin
- 2014: Ralf Bendix, deutscher Schlagersänger

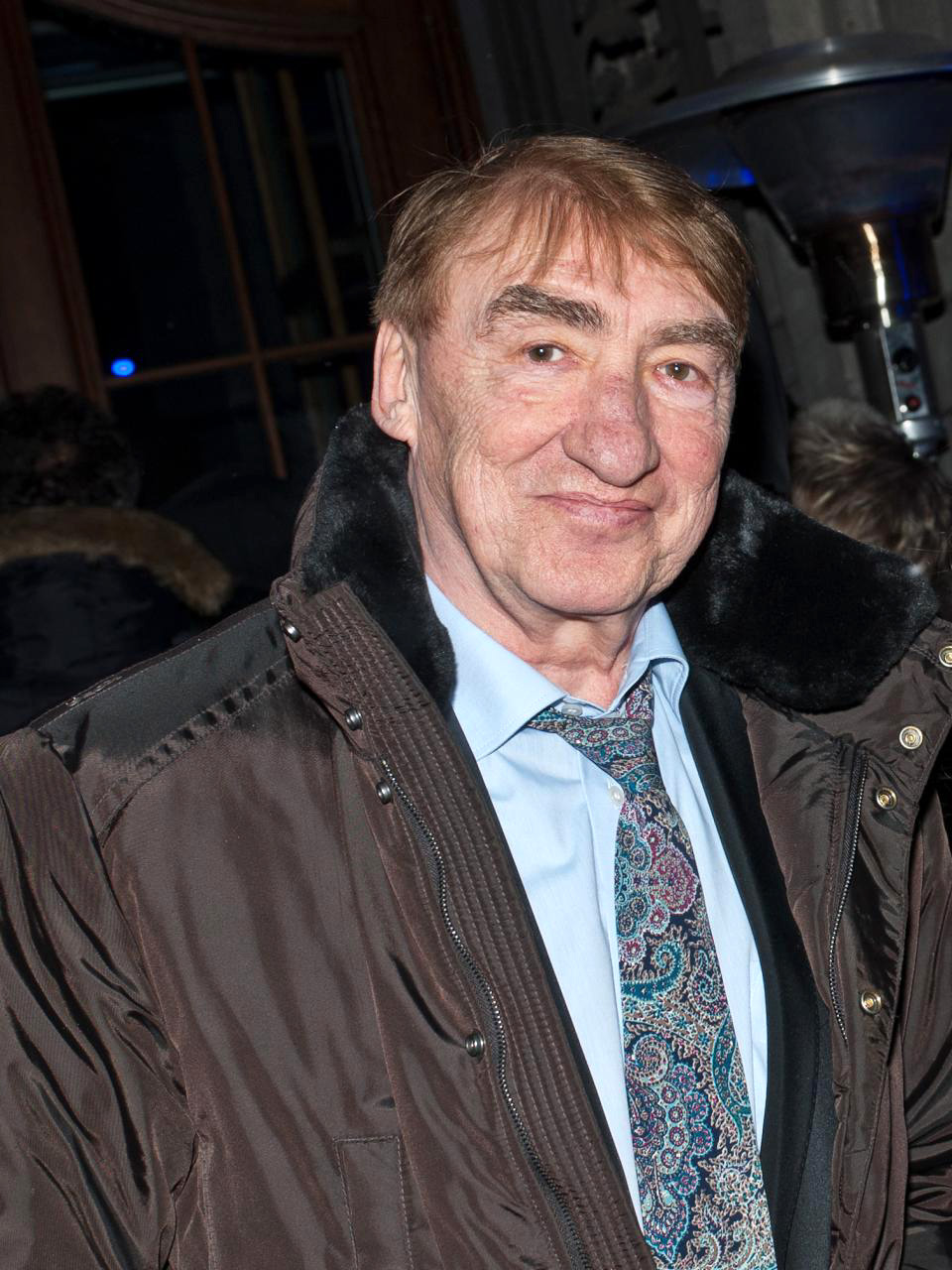
Gottfried John († 2014)

- 2014: Gottfried John, deutscher Schauspieler
- 2015: Dean Jones, US-amerikanischer Schauspieler
- 2015: Thembile Skweyiya, südafrikanischer Jurist
- 2016: Lutz Brockhaus, deutscher Bildhauer und Hochschullehrer
- 2016: Jon Polito, US-amerikanischer Schauspieler
- 2017: Peadar Lamb, irischer Schauspieler
- 2017: Cormac Murphy-O’Connor, britischer Kardinal
- 2018: Carl Duering, britischer Schauspieler
- 2018: Anne-Marie Höchli, Schweizer Politikerin
- 2019: Gagik Howunz, armenischer Komponist
- 2019: Helga Trösken, deutsche Theologin
- 2019: Edo Zanki, deutscher Musiker, Sänger und Produzent
- 2020: George F. Gomez, gambischer Fußballspieler, Sportfunktionär und Manager
- 2020: James S. Jackson, US-amerikanischer Sozialpsychologe
- 2021: Ulrich Behl, deutscher Zeichner, Grafiker und Objektkünstler
- 2021: Eckhard Schulze-Fielitz, deutscher Architekt
- 2022: Ľudovít Komadel, tschechoslowakischer Schwimmer und Sportmediziner
- 2022: Rawil Maganow, russischer Unternehmer
- 2022: Walentyna Myschak, sowjetische Volleyballspielerin
- 2022: Karl Sillaber, österreichischer Architekt
- 2023: Milka Stojanović, serbische Opernsängerin

## Feier- und Gedenktage
- Kirchliche Gedenktage
  - Hl. Josua, Anführer des Volkes Israel (katholisch, orthodox, armenisch, evangelisch: LCMS)
  - Hl. Ägidius, griechischer Kaufmann und Abt, Einsiedler, Klostergründer und Schutzpatron (anglikanisch, katholisch)
  - Sixt Karl Kapff, deutscher Prälat (evangelisch)
  - Hl. Verena, ägyptische Einsiedlerin und Glaubensbotin, Wohltäterin und Schutzpatronin (katholisch)
- Namenstage
  - Ruth, Verena
- Staatliche Feier- und Gedenktage
  - Libyen: Tag der Revolution (1969)
  - Slowakei: Tag der Verfassung (1993)
  - Usbekistan: Unabhängigkeit von der Sowjetunion (1991)
- Weitere Informationen zum Tag
  - Deutschland: Weltfriedenstag (seit 1966)
  - Tag des Wissens

Weitere Einträge enthält die Liste von Gedenk- und Aktionstagen.